# الطواف العالمي لكرة المضرب النسائية برعاية الاتحاد الدولي لكرة المضرب – 2025 (يناير–مارس)
أقيم الطواف العالمي لكرة المضرب النسائية لسنة 2025 برعاية الاتحاد الدولي لكرة المضرب ويندرج ضمن الرتبة الثانية لمنافسات المحترفات في كرة المضرب. يحتل مرتبة أدنى من جولة رابطة محترفات كرة المضرب (WTA). تشمل جولة الاتحاد الدولي لكرة المضرب للسيدات بطولات في ست فئات مع جوائز مالية تتراوح من 15،000 دولار إلى 100،000 دولار.

## المواسم
| مواسم الطواف العالمي لكرة المضرب النسائية برعاية الاتحاد الدولي لكرة المضرب | مواسم الطواف العالمي لكرة المضرب النسائية برعاية الاتحاد الدولي لكرة المضرب | مواسم الطواف العالمي لكرة المضرب النسائية برعاية الاتحاد الدولي لكرة المضرب | مواسم الطواف العالمي لكرة المضرب النسائية برعاية الاتحاد الدولي لكرة المضرب | مواسم الطواف العالمي لكرة المضرب النسائية برعاية الاتحاد الدولي لكرة المضرب | مواسم الطواف العالمي لكرة المضرب النسائية برعاية الاتحاد الدولي لكرة المضرب | مواسم الطواف العالمي لكرة المضرب النسائية برعاية الاتحاد الدولي لكرة المضرب | مواسم الطواف العالمي لكرة المضرب النسائية برعاية الاتحاد الدولي لكرة المضرب | مواسم الطواف العالمي لكرة المضرب النسائية برعاية الاتحاد الدولي لكرة المضرب | مواسم الطواف العالمي لكرة المضرب النسائية برعاية الاتحاد الدولي لكرة المضرب |
| تسعينيات القرن العشرين                                                      | تسعينيات القرن العشرين                                                      | تسعينيات القرن العشرين                                                      | تسعينيات القرن العشرين                                                      | تسعينيات القرن العشرين                                                      | تسعينيات القرن العشرين                                                      | تسعينيات القرن العشرين                                                      | تسعينيات القرن العشرين                                                      | تسعينيات القرن العشرين                                                      | تسعينيات القرن العشرين                                                      |
| --------------------------------------------------------------------------- | --------------------------------------------------------------------------- | --------------------------------------------------------------------------- | --------------------------------------------------------------------------- | --------------------------------------------------------------------------- | --------------------------------------------------------------------------- | --------------------------------------------------------------------------- | --------------------------------------------------------------------------- | --------------------------------------------------------------------------- | --------------------------------------------------------------------------- |
| 1994                                                                        | 1995                                                                        | 1995                                                                        | 1996                                                                        | 1997                                                                        | 1998                                                                        | 1999                                                                        |                                                                             |                                                                             |                                                                             |
| العقد الأول من القرن 21                                                     |                                                                             |                                                                             |                                                                             |                                                                             |                                                                             |                                                                             |                                                                             |                                                                             |                                                                             |
| 2000                                                                        | 2001                                                                        | 2002                                                                        | 2003                                                                        | 2004                                                                        | 2005                                                                        | 2006                                                                        | 2007                                                                        | 2008 الربع الأول · الربع الثاني · الربع الثالث                              | 2009                                                                        |
| العقد الثاني من القرن 21                                                    |                                                                             |                                                                             |                                                                             |                                                                             |                                                                             |                                                                             |                                                                             |                                                                             |                                                                             |
| 2010 الربع الأول · الربع الثاني · الربع الثالث · الربع الرابع               | 2011 الربع الأول · الربع الثاني · الربع الثالث · الربع الرابع               | 2012 الربع الأول · الربع الثاني · الربع الثالث · الربع الرابع               | 2013 الربع الأول · الربع الثاني · الربع الثالث · الربع الرابع               | 2014 الربع الأول · الربع الثاني · الربع الثالث · الربع الرابع               | 2015 الربع الأول · الربع الثاني · الربع الثالث · الربع الرابع               | 2016 الربع الأول · الربع الثاني · الربع الثالث · الربع الرابع               | 2017 الربع الأول · الربع الثاني · الربع الثالث · الربع الرابع               | 2018 الربع الأول · الربع الثاني · الربع الثالث · الربع الرابع               | 2019 الربع الأول · الربع الثاني · الربع الثالث · الربع الرابع               |
| العقد الثالث من القرن 21                                                    |                                                                             |                                                                             |                                                                             |                                                                             |                                                                             |                                                                             |                                                                             |                                                                             |                                                                             |
| 2020 الربع الأول · الربع الثاني · الربع الثالث · الربع الرابع               | 2021 الربع الأول · الربع الثاني · الربع الثالث · الربع الرابع               | 2022 الربع الأول · الربع الثاني · الربع الثالث · الربع الرابع               | 2023 الربع الأول · الربع الثاني · الربع الثالث · الربع الرابع               | 2024 الربع الأول · الربع الثاني · الربع الثالث · الربع الرابع               | 2025 الربع الأول · الربع الثاني · الربع الثالث · الربع الرابع               |                                                                             |                                                                             |                                                                             |                                                                             |

## المفتاح
| الفئة                  |
| ---------------------- |
| بطولات W100 ($100,000) |
| بطولات W75 ($60,000)   |
| بطولات W50 ($40,000)   |
| بطولات W25 ($25,000)   |
| بطولات W15 ($15,000)   |

### يناير
| الأسبوع   | البطولة | الفائزات                                                 | الوصيفات                                 | المتأهلات لنصف النهائي                  | المتأهلات لربع النهائي                                                    |
| --------- | --- | -------------------------------------------------------- | ---------------------------------------- | --------------------------------------- | ------------------------------------------------------------------------- |
| ديسمبر 30 | ITF نونثابوري نونثابوري، تايلاند Hard W75 Singles - Doubles                                                 | كيوكا أوكامورا 7–5، 1–6، 7–5                             | كاثينكا فون ديكمان                       | سهايا يامالابالي كلير ليو               | هان فاندي وينكل ماريا ماتيس ما ياكسين لانلانا تارارودي                    |
| ديسمبر 30 | ITF نونثابوري نونثابوري، تايلاند Hard W75 Singles - Doubles                                                 | ماريا ماتيس ألانا سميث 6–1، 6–3                          | تشو آي-هسوان تشو يي-تسن                  | سهايا يامالابالي كلير ليو               | هان فاندي وينكل ماريا ماتيس ما ياكسين لانلانا تارارودي                    |
| ديسمبر 30 | نيروبي، كينيا Clay W35 قرعة المباريات الفردية والزوجية                                                      | جوانا جارلاند 6–1، 6–1                                   | ليان تران                                | أليسا ريجور مونيكا ستانكيفيتش           | أنجيلا أوكوتوي لورينا شيدل فرانتشيسكا بيس سينا هيرمان                     |
| ديسمبر 30 | نيروبي، كينيا Clay W35 قرعة المباريات الفردية والزوجية                                                      | سادا ناهيمانا رينون أوكاواكي 7–6(7–3)، 6–2               | أليسا ريجور فيكي فان دي بير              | أليسا ريجور مونيكا ستانكيفيتش           | أنجيلا أوكوتوي لورينا شيدل فرانتشيسكا بيس سينا هيرمان                     |
| يناير 6   | ITF نونثابوري 2 نونثابوري، تايلاند Hard W75 Singles - Doubles                                               | ياو شينشين 6–4، 6–0                                      | تشنغ وو شوانغ                            | كريستينا دميتروك · ماريا تكاشيفا        | تيساه أندريانجافيتريمو بترا مارشينكو كودي وونغ ماريا ماتيس                |
| يناير 6   | ITF نونثابوري 2 نونثابوري، تايلاند Hard W75 Singles - Doubles                                               | جانغ سو جونج تشنغ وو شوانغ 4–6، 6–0، [10–6]              | روتوجا بسالي أوديس تشونغ                 | كريستينا دميتروك · ماريا تكاشيفا        | تيساه أندريانجافيتريمو بترا مارشينكو كودي وونغ ماريا ماتيس                |
| يناير 6   | لو لامنتان (مارتينيك)، فرنسا Hard W35 قرعة المباريات الفردية والزوجية                                       | فيكتوريا مبوكو 7–5، 6–3                                  | كلرفي نغونوي                             | كادينس بريس هارموني تان                 | نيكول ريفكين ماتيلد لوليا أوليفيا لينسر أنجليكا ويرجس                     |
| يناير 6   | لو لامنتان (مارتينيك)، فرنسا Hard W35 قرعة المباريات الفردية والزوجية                                       | كادينس بريس فيكتوريا مبوكو 6–2، 7–6(7–2)                 | أوليفيا لينسر كليرفي نغونووي             | كادينس بريس هارموني تان                 | نيكول ريفكين ماتيلد لوليا أوليفيا لينسر أنجليكا ويرجس                     |
| يناير 6   | نيروبي، كينيا طين W35 قرعة المباريات الفردية والزوجية                                                       | جوانا جارلاند 6–1، 6–4                                   | أنجيلا أوكوتوي                           | زوزانا باوليكوفسكا فيكي فان دي بير      | مونيكا ستانكيفيتش سادا ناهيمانا أليسا ريجير فرانشيسكا بيس                 |
| يناير 6   | نيروبي، كينيا طين W35 قرعة المباريات الفردية والزوجية                                                       | سادا ناهيمانا أنجيلا أوكوتوي 6–3، 6–3                    | ديمي تران ليان تران                      | زوزانا باوليكوفسكا فيكي فان دي بير      | مونيكا ستانكيفيتش سادا ناهيمانا أليسا ريجير فرانشيسكا بيس                 |
| يناير 6   | جولة التنس العالمية للسيدات في نابولي نابولي، الولايات المتحدة طين W35 قرعة المباريات الفردية والزوجية      | كاثرين سيبوف 6–2، 6–0                                    | جيسيكا بييري                             | فيكتوريا أوسيغوي إليزابيث ماندليك       | ألورا زاماريبا ليا كاراتانشيفا تاتيانا بييري إيكاترين جورجودزي            |
| يناير 6   | جولة التنس العالمية للسيدات في نابولي نابولي، الولايات المتحدة طين W35 قرعة المباريات الفردية والزوجية      | ألورا زاماريبا ماريبيلا زاماريبا 7–5، 6–1                | جولي بيلغرافي ياسمين جيمبرير             | فيكتوريا أوسيغوي إليزابيث ماندليك       | ألورا زاماريبا ليا كاراتانشيفا تاتيانا بييري إيكاترين جورجودزي            |
| يناير 6   | أوسلو، النرويج صلب (i) W15 قرعة المباريات الفردية والزوجية                                                  | أنوك فرانكن بيترز 6–2، 7–5                               | جوزي دايمز                               | ستيفاني فيشر نيكولا باروتنكوفا          | ماتيلدا بوريللو أميليا راجيتسكي أماندين مونوت إميلي سيبولد                |
| يناير 6   | أوسلو، النرويج صلب (i) W15 قرعة المباريات الفردية والزوجية                                                  | ليني بايرليو جوي دي زيو 6–3، 6–0                         | أميليا راجيتسكي كاترينا ستريشناكوفا      | ستيفاني فيشر نيكولا باروتنكوفا          | ماتيلدا بوريللو أميليا راجيتسكي أماندين مونوت إميلي سيبولد                |
| يناير 6   | أنطاليا، تركيا طين W15 قرعة المباريات الفردية والزوجية                                                      | إليسكا تيخاكوفا 3–6، 6–2، 7–5                            | ديانا ديميدوفا                           | إلينا نيبيلي · داريا شادشنيفا           | مينا هودزيك لورا سيليكوفا إيلاي يوروك باربورا ميخالكوفا                   |
| يناير 6   | أنطاليا، تركيا طين W15 قرعة المباريات الفردية والزوجية                                                      | ساندوجاس كينجيبايفا إيلاي يوروك 6–4، 5–7، [10–8]         | مينا هودزيك ماري متركس                   | إلينا نيبيلي · داريا شادشنيفا           | مينا هودزيك لورا سيليكوفا إيلاي يوروك باربورا ميخالكوفا                   |
| يناير 6   | مونستير، تونس صلب W15 قرعة المباريات الفردية والزوجية                                                       | أستريد لو يان فون 3–0 انسحاب                             | لارا شميدت                               | كسينيا زايتسيفا · أندريا بريساكريو      | آنا جابريك أروجهان ساجانديكوفا يانغ ييدي لارا فايفر                       |
| يناير 6   | مونستير، تونس صلب W15 قرعة المباريات الفردية والزوجية                                                       | زيفا فالكينر إلينا ميلوفانوفيتش 6–4، 6–4                 | ماريا جولوفينا · أروجهان ساجانديكوفا     | كسينيا زايتسيفا · أندريا بريساكريو      | آنا جابريك أروجهان ساجانديكوفا يانغ ييدي لارا فايفر                       |
| 13 يناير  | نيودلهي، الهند صلب W50 قرعة المباريات الفردية والزوجية                                                      | تاتيانا بروزوروفا · 4–6، 7–6(8–6)، 6–4                   | بانا أودفاردي                            | داريا سيمينيستايا ليلي ميازاكي          | انستازيا تيخونوفا · ماريا كوزيريفا · دليلا ياكوبوفيتش · لورا سامسون       |
| 13 يناير  | نيودلهي، الهند صلب W50 قرعة المباريات الفردية والزوجية                                                      | نايكثا بينز أنكيتا راينا 6–4، 3–6، [10–8]                | جيسي آني جيسيكا فيلا                     | داريا سيمينيستايا ليلي ميازاكي          | انستازيا تيخونوفا · ماريا كوزيريفا · دليلا ياكوبوفيتش · لورا سامسون       |
| 13 يناير  | المرسى (تونس)، تونس صلب W50 قرعة المباريات الفردية والزوجية                                                 | هان فانديوينكل 6–4، 6–1                                  | لندا كليموفيتشوفا                        | أندريا لازارو غارسيا غابرييلا كنوتسون   | لوكريزيا ستيفانيني · يو إكسياودي · آنا غابريك · أنستازيا جاسانوفا         |
| 13 يناير  | المرسى (تونس)، تونس صلب W50 قرعة المباريات الفردية والزوجية                                                 | شياو جينغهوا يوان شنغيييي 2–6، 7–5، [10–8]               | أنستازيا جاسانوفا · أنستازيا زولوتاريفا  | أندريا لازارو غارسيا غابرييلا كنوتسون   | لوكريزيا ستيفانيني · يو إكسياودي · آنا غابريك · أنستازيا جاسانوفا         |
| 13 يناير  | بيتي-بور (غوادلوب)، فرنسا صلب W35 قرعة المباريات الفردية والزوجية                                           | فيكتوريا مبوكو 6–4، 6–0                                  | كليرفي نغونووي                           | هينا إينووي هارموني تان                 | كاثلين كانيف أليز ليم أوليفيا لينسر أنجلينا ويرغس                         |
| 13 يناير  | بيتي-بور (غوادلوب)، فرنسا صلب W35 قرعة المباريات الفردية والزوجية                                           | فيكتوريا مبوكو كليرفي نغونووي 6–3، 6–1                   | جينا دين أماندا كارولينا نيفا إلكين      | هينا إينووي هارموني تان                 | كاثلين كانيف أليز ليم أوليفيا لينسر أنجلينا ويرغس                         |
| 13 يناير  | بالم كوست، الولايات المتحدة ترابية W35 قرعة المباريات الفردية والزوجية                                      | إليزابيث ماندليك 6–1، 6–7(4–7)، 6–3                      | ويتني أوسويجوي                           | فيفيان وولف جولي بيلغرافير              | إرينا براء صوفي تشانغ ديليتا تشيروبيني كارسن برانستين                     |
| 13 يناير  | بالم كوست، الولايات المتحدة ترابية W35 قرعة المباريات الفردية والزوجية                                      | ياسمين جيمبرير ليزا زار 6–4، 3–6، [10–8]                 | آيانا أكلي أبيغيل رينشيلي                | فيفيان وولف جولي بيلغرافير              | إرينا براء صوفي تشانغ ديليتا تشيروبيني كارسن برانستين                     |
| 13 يناير  | بوينس آيرس، الأرجنتين ترابية W35 قرعة المباريات الفردية والزوجية                                            | كارولينا ألفيس 6–2، 6–4                                  | جازمين أورتنزي                           | ديسبينا باباميتشايل نيكول فوسا هويرغو   | ماريا فلورنسيا أوروتيا فيكتوريا بوثيو أنستازيا أبابناتو لويسينا جيوفانيني |
| 13 يناير  | بوينس آيرس، الأرجنتين ترابية W35 قرعة المباريات الفردية والزوجية                                            | أنستازيا أبابناتو نيكول فوسا هويرغو 3–6، 6–4، [10–8]     | سيلفيا أمبروسيو فيرينا ميليس             | ديسبينا باباميتشايل نيكول فوسا هويرغو   | ماريا فلورنسيا أوروتيا فيكتوريا بوثيو أنستازيا أبابناتو لويسينا جيوفانيني |
| 13 يناير  | المنستير، تونس صلب W15 قرعة المباريات الفردية والزوجية                                                      | كاتارينا هوبرجارسكي 7–5، 6–3                             | لي أون-جي                                | إيفا غيريرو ألفاريز نينا رادوفانوفيتش   | داريا إيغوروفا · أدريان ناغي · دالينا هيويت · أستريد ليو يان فون          |
| 13 يناير  | المنستير، تونس صلب W15 قرعة المباريات الفردية والزوجية                                                      | سافو ساكيلاريدي رادكا زيلنيكوفا 6–1، 6–3                 | دالينا هيويت إلينا ميلوفانوفيتش          | إيفا غيريرو ألفاريز نينا رادوفانوفيتش   | داريا إيغوروفا · أدريان ناغي · دالينا هيويت · أستريد ليو يان فون          |
| 13 يناير  | أنطاليا، تركيا ترابية W15 قرعة المباريات الفردية والزوجية                                                   | إليشكا تيخاتشكوفا 6–0، 5–7، 7–6(7–4)                     | رينكو ماتسودا                            | إلينا نيبيلي · مينا هودزيتش             | إيزابيلا شنيكوفا · لو جينغجينغ · داريا شادشنيفا · إلينا روكساندرا بيرتيا  |
| 13 يناير  | أنطاليا، تركيا ترابية W15 قرعة المباريات الفردية والزوجية                                                   | ساندوجاش كينجيبايفا إليشكا تيخاتشكوفا 1–6، 6–1، [10–8]   | جويل ستوير أميلي فان إيمب                | إلينا نيبيلي · مينا هودزيتش             | إيزابيلا شنيكوفا · لو جينغجينغ · داريا شادشنيفا · إلينا روكساندرا بيرتيا  |
| 20 يناير  | ITF Bengaluru Open بنغالور، الهند صلب W100 قرعة المباريات الفردية والزوجية                                  | تاتيانا ماريا 6–7(0–7)، 6–3، 6–4                         | ليوليا جانجين                            | ليندا فروهفيتوفا سارة بيجليك            | لانلانا تارارودي دليلا ياكوبوفيتش سهاجا يامالابالي ريبيكا مارينو          |
| 20 يناير  | ITF Bengaluru Open بنغالور، الهند صلب W100 قرعة المباريات الفردية والزوجية                                  | جيسي أني جيسيكا فايللا 6–2، 4–6، [10–6]                  | أمينة أنشبى · إلينا بريدانكينا           | ليندا فروهفيتوفا سارة بيجليك            | لانلانا تارارودي دليلا ياكوبوفيتش سهاجا يامالابالي ريبيكا مارينو          |
| 20 يناير  | Porto Women's Indoor ITF بورتو، البرتغال صلب (i) W75 قرعة المباريات الفردية والزوجية                        | تيريزا فالينتوفا 6–3، 6–4                                | ناستازيا شونك                            | ماتيلدي باوليتى تيرا كاترينا جرانت      | ماتيلدي خورخي · فرانسيسكا خورخي · إيلا سيديل · أوكسانا سيليخميتيفا        |
| 20 يناير  | Porto Women's Indoor ITF بورتو، البرتغال صلب (i) W75 قرعة المباريات الفردية والزوجية                        | يوديسي تشونج نيكا راديسيتش 7–6(7–5)، 6–1                 | نوما نوه أكوجى تيريزا فالينتوفا          | ماتيلدي باوليتى تيرا كاترينا جرانت      | ماتيلدي خورخي · فرانسيسكا خورخي · إيلا سيديل · أوكسانا سيليخميتيفا        |
| 20 يناير  | Vero Beach International Tennis Open فرو بيتش، الولايات المتحدة طين W75 قرعة المباريات الفردية والزوجية     | سولانا سييرا 6–7(6–8)، 6–4، 7–5                          | ويتني أوسويجوي                           | لورين ديفيس كارسون برانستين             | جيسيكا بييرى كايلا كروس أكاشا أورهوبو كاثرين سيبوف                        |
| 20 يناير  | Vero Beach International Tennis Open فرو بيتش، الولايات المتحدة طين W75 قرعة المباريات الفردية والزوجية     | كارمن كورلي إيفا فيدر 6–2، 6–3                           | جولي بيلجرافر جاسمين جيمبرير             | لورين ديفيس كارسون برانستين             | جيسيكا بييرى كايلا كروس أكاشا أورهوبو كاثرين سيبوف                        |
| 20 يناير  | المرسى، تونس صلب W50 قرعة المباريات الفردية والزوجية                                                        | ليندا كليموفيتسوفا 6–3، 6–2                              | أندريا لازارو جارسيا                     | جوستينا ميكولسكيت جيومار مارستاني       | لورا سامسون هان فانديفينكل مانون ليونارد غابريلا كنوتسون                  |
| 20 يناير  | المرسى، تونس صلب W50 قرعة المباريات الفردية والزوجية                                                        | قوه ميكي شياو زينغهو 6–3، 6–4                            | أنجيلا فيتا بولودا إيلينا إن-ألبون       | جوستينا ميكولسكيت جيومار مارستاني       | لورا سامسون هان فانديفينكل مانون ليونارد غابريلا كنوتسون                  |
| 20 يناير  | إيش سوغ ألزيت، لكسمبورغ صلب (i) W35 قرعة المباريات الفردية والزوجية                                         | آنا لينا فريدسام 3–6، 6–0، 7–5                           | إميلي أبلتون                             | أليسا أوكتيافبروفا · أنوك فرانكن بيترز  | أناستاسيا كوليكوفا · جوليا أفدييفا · هارموني تان · أماندين مونوت          |
| 20 يناير  | إيش سوغ ألزيت، لكسمبورغ صلب (i) W35 قرعة المباريات الفردية والزوجية                                         | أنيتا كوشموفا أنيتا لابوتكوفا 6–3، 6–2                   | فيرونيكا بودريز مارين سزوستاك            | أليسا أوكتيافبروفا · أنوك فرانكن بيترز  | أناستاسيا كوليكوفا · جوليا أفدييفا · هارموني تان · أماندين مونوت          |
| 20 يناير  | GB Pro-Series Sunderland سندرلاند، المملكة المتحدة صلب (i) W35 قرعة المباريات الفردية والزوجية              | نيكولا بارتونكوفا 6–4، 3–6، 6–3                          | أميليا راجيكي                            | صوفيا كوستولاس يارا بارتاشيفيتش         | إيفا بريموراك بارك سو هيون جوليا آدامز تاميرا باسيك                       |
| 20 يناير  | GB Pro-Series Sunderland سندرلاند، المملكة المتحدة صلب (i) W35 قرعة المباريات الفردية والزوجية              | أميليا راجيكي آنا روجرز 2–6، 6–3، [10–8]                 | بارك سو هيون كودي وونغ                   | صوفيا كوستولاس يارا بارتاشيفيتش         | إيفا بريموراك بارك سو هيون جوليا آدامز تاميرا باسيك                       |
| 20 يناير  | بوينس آيرس، الأرجنتين ترابية W35 قرعة المباريات الفردية والزوجية                                            | لويزينا جيوفانيني 6–4، 6–4                               | جازمين أورتينزي                          | كارولينا ألفيس ديسبينا باباميتشايل      | فيكتوريا رودريغيز جيرجانا توبالوفا ميريانا تونا أنستاسيا أبابناتو         |
| 20 يناير  | بوينس آيرس، الأرجنتين ترابية W35 قرعة المباريات الفردية والزوجية                                            | فيكتوريا رودريغيز آنا صوفيا سانشيز 5–7، 6–2، [10–8]      | ميكايلا بايرلوفا بريانا سابو             | كارولينا ألفيس ديسبينا باباميتشايل      | فيكتوريا رودريغيز جيرجانا توبالوفا ميريانا تونا أنستاسيا أبابناتو         |
| 20 يناير  | المنستير، تونس صلبة W15 قرعة المباريات الفردية والزوجية                                                     | إيفا غيريرو ألفاريس 7–5، 6–1                             | أدريان ناغي                              | سافو ساكيلاريدي جينا ديفالكو            | تيانا تيان دينغ · أنستاسيا سوخوتينا · هايو كينوشيتا · كسينيا زايتسيفا     |
| 20 يناير  | المنستير، تونس صلبة W15 قرعة المباريات الفردية والزوجية                                                     | هيرومي أبي مايوكا أيكاوا 6–3، 6–0                        | هايو كينوشيتا · كسينيا زايتسيفا          | سافو ساكيلاريدي جينا ديفالكو            | تيانا تيان دينغ · أنستاسيا سوخوتينا · هايو كينوشيتا · كسينيا زايتسيفا     |
| 20 يناير  | أنطاليا، تركيا ترابية W15 قرعة المباريات الفردية والزوجية                                                   | صوفيا شاباتافا 6–3، 4–6، 6–4                             | ديانا ديميدوفا                           | بيانكا باربوليسكو مارتينا كولميجنا      | ماري ميترو كلوديا جاسباروفيتش كلوديا هوستي فيرير مينا هودزيك              |
| 20 يناير  | أنطاليا، تركيا ترابية W15 قرعة المباريات الفردية والزوجية                                                   | ساندوغاش كينزهيبايفا جولي شتوير 3–6، 6–4، [10–2]         | أسيليزيان أريستانبيكوفا · داريا شادشنيفا | بيانكا باربوليسكو مارتينا كولميجنا      | ماري ميترو كلوديا جاسباروفيتش كلوديا هوستي فيرير مينا هودزيك              |
| 27 يناير  | بطولة بريزبان QTC للتنس الدولية بريزبان، أستراليا صلبة W75 قرعة المباريات الفردية والزوجية                  | بريسيلا هون 6–4، 4–6، 6–2                                | ليوني كونغ                               | إيمرسون جونز أسترا شارما                | ماديسون إنجليس ماليني هيلغو تايلاه بريستون كارينا ميلر                    |
| 27 يناير  | بطولة بريزبان QTC للتنس الدولية بريزبان، أستراليا صلبة W75 قرعة المباريات الفردية والزوجية                  | بيترا هولي إلينا ميتشيتش 2–6، 6–2، [10–6]                | ليزيت كابريرا تايلاه بريستون             | إيمرسون جونز أسترا شارما                | ماديسون إنجليس ماليني هيلغو تايلاه بريستون كارينا ميلر                    |
| 27 يناير  | بونه، الهند صلبة W75 قرعة المباريات الفردية والزوجية                                                        | تاتيانا بروزوروفا · 4–6، 7–5، 6–3                        | ليوليا جانجين                            | بانا أودفاردي · إلينا بريدانكينا        | لورا بيجوسي · ليلي ميازاكي · كاثينكا فون ديكمان · إيرينا شيمانوفيتش       |
| 27 يناير  | بونه، الهند صلبة W75 قرعة المباريات الفردية والزوجية                                                        | ألِفتينا إبراغيموفا · إلينا بريدانكينا · 6–2، 1–6، [10–8] | ماريا كوزيريفا · إيرينا شيمانوفيتش       | بانا أودفاردي · إلينا بريدانكينا        | لورا بيجوسي · ليلي ميازاكي · كاثينكا فون ديكمان · إيرينا شيمانوفيتش       |
| 27 يناير  | البطولة الدولية أندريزيه بوثيون 42 أندريزيه بوثيون، فرنسا صلبة (داخلية) W75 قرعة المباريات الفردية والزوجية | مانون ليونارد 1–6، 6–3، 6–4                              | إلسا جاكيموت                             | هارموني تان فيكتوريا خيمينيز كاسينتسيفا | مارينا باسولز رييرا تشالا بويوكاكاتشاي مارغو روفروا أيلا أكسو             |
| 27 يناير  | البطولة الدولية أندريزيه بوثيون 42 أندريزيه بوثيون، فرنسا صلبة (داخلية) W75 قرعة المباريات الفردية والزوجية | أيلا أكسو · يوليا هاتوكَّا · 5–7، 6–4، [14–12]             | كوني بيرين ليان تران                     | هارموني تان فيكتوريا خيمينيز كاسينتسيفا | مارينا باسولز رييرا تشالا بويوكاكاتشاي مارغو روفروا أيلا أكسو             |
| 27 يناير  | Georgia's Rome Tennis Open روما، الولايات المتحدة صلب (i) W75 قرعة المباريات الفردية والزوجية               | فيكتوريا مبوكو 7–5، 6–3                                  | إيفا فيدر                                | كادنس بريس هانا تشانغ                   | ليزا زار كايلا كروس ويتني أوسويجوي إميليانا أرانجو                        |
| 27 يناير  | Georgia's Rome Tennis Open روما، الولايات المتحدة صلب (i) W75 قرعة المباريات الفردية والزوجية               | صوفي تشانغ أنجيلا كوليكوف 7–6(7–3)، 6–4                  | ويتني أوسويجوي إيفا فيدر                 | كادنس بريس هانا تشانغ                   | ليزا زار كايلا كروس ويتني أوسويجوي إميليانا أرانجو                        |
| 27 يناير  | Porto Women's Indoor ITF 2 بورتو، البرتغال صلب (i) W50 قرعة المباريات الفردية والزوجية                      | جوستينا ميكولسكيت 6–7(2–7)، 6–3، 6–2                     | تيرا كاترينا جرانت                       | آنا لينا فريدسام رشيدة ماكادو           | غاو شينيو ماتيلد باولتي ريناتا جامريشوفا ماتيلد خورخي                     |
| 27 يناير  | Porto Women's Indoor ITF 2 بورتو، البرتغال صلب (i) W50 قرعة المباريات الفردية والزوجية                      | فرانسيسكا خورخي ماتيلد خورخي 6–3، 6–2                    | لوسيا سيريتش باغاريك كريستينا نوفاك      | آنا لينا فريدسام رشيدة ماكادو           | غاو شينيو ماتيلد باولتي ريناتا جامريشوفا ماتيلد خورخي                     |
| 27 يناير  | غلاسكو، المملكة المتحدة صلب (i) W35 قرعة المباريات الفردية والزوجية                                         | فالنتينا رايزر 7–5، 7–6(7–4)                             | نيكولا بارتونكوفا                        | آنا روجرز تاميرا باسيك                  | كلارا فلاسيلير فيديريكا أورجيسي أنطونيا شميت كايسا رينالدو بيرسون         |
| 27 يناير  | غلاسكو، المملكة المتحدة صلب (i) W35 قرعة المباريات الفردية والزوجية                                         | باريس كورلي تييفاني لوميتر 6–4، 5–7، [10–5]              | إستر أديشينا فيكتوريا آلِن                | آنا روجرز تاميرا باسيك                  | كلارا فلاسيلير فيديريكا أورجيسي أنطونيا شميت كايسا رينالدو بيرسون         |
| 27 يناير  | أنطاليا، تركيا ترابي W15 قرعة المباريات الفردية والزوجية                                                    | جويل ستور 7–5، 6–1                                       | مارتينا كولميجنا                         | يوكي نايتو مينا هودزيتش                 | سوانا توكافيتش أنطونيا ستويانوف إيلاي يوروك فرانشيسكا باس                 |
| 27 يناير  | أنطاليا، تركيا ترابي W15 قرعة المباريات الفردية والزوجية                                                    | لي يو يون لي زونغ يو 6–4، 4–6، [11–9]                    | أستريد برون أولسن إينا كويكي             | يوكي نايتو مينا هودزيتش                 | سوانا توكافيتش أنطونيا ستويانوف إيلاي يوروك فرانشيسكا باس                 |
| 27 يناير  | المنستير، تونس صلب W15 قرعة المباريات الفردية والزوجية                                                      | هيورومي آبي 6–0، 6–0                                     | مارثا ماتولا                             | أليكسي بلوخينا جيني ليم                 | مايوكا أيكاوا إلينا ميلوفانوفيتش سارة دافيتلا إينيس مورتا                 |
| 27 يناير  | المنستير، تونس صلب W15 قرعة المباريات الفردية والزوجية                                                      | هيورومي آبي مايوكا أيكاوا 6–3، 6–0                       | غوه مايكي شياو تشنغوا                    | أليكسي بلوخينا جيني ليم                 | مايوكا أيكاوا إلينا ميلوفانوفيتش سارة دافيتلا إينيس مورتا                 |
| 27 يناير  | شرم الشيخ، مصر صلب W15 قرعة المباريات الفردية والزوجية                                                      | آنا سيسكوفا 6–2، 7–5                                     | كارول يونغ سو لي                         | جوي دي زيو بياتريز زيتلينا              | ألكسندرا زيمر · فارفارا بانشينا · داريا خوموتسيانسكايا · تشو تشنتينج      |
| 27 يناير  | شرم الشيخ، مصر صلب W15 قرعة المباريات الفردية والزوجية                                                      | داريا خوموتسيانسكايا · فارفارا بانشينا · 7–5، 6–4        | جوي دي زيو بريت دو بري                   | جوي دي زيو بياتريز زيتلينا              | ألكسندرا زيمر · فارفارا بانشينا · داريا خوموتسيانسكايا · تشو تشنتينج      |

### فبراير
| الأسبوع   | البطولة                                                                                    | الفائزات                                                                      | الوصيفات                                                                      | المتأهلات لنصف النهائي                       | المتأهلات لربع النهائي                                                      |
| --------- | ------------------------------------------------------------------------------------------ | ----------------------------------------------------------------------------- | ----------------------------------------------------------------------------- | -------------------------------------------- | --------------------------------------------------------------------------- |
| 3 فبراير  | بريزبان، أستراليا صلب W75 قرعة المباريات الفردية والزوجية                                  | كيمبرلي بيريل 6–2، 4–6، 7–6(7–2)                                              | ماديسون إنغليس                                                                | تايلور بريستون أسترا شارما                   | زينغ ووشوانغ ليزيت كابريرا بريسيلا هون ساياكا إيشي                          |
| 3 فبراير  | بريزبان، أستراليا صلب W75 قرعة المباريات الفردية والزوجية                                  | ميهو كوراموتشي زينغ ووشوانغ 7–6(8–6)، 6–3                                     | تيساه أندريانجافيتريمو مالين هيليغو                                           | تايلور بريستون أسترا شارما                   | زينغ ووشوانغ ليزيت كابريرا بريسيلا هون ساياكا إيشي                          |
| 3 فبراير  | ليشنو، بولندا صلب (i) W75 قرعة المباريات الفردية والزوجية                                  | إلسا جاكيموت 6–4، 6–1                                                         | غاو شينيو                                                                     | أماندين هيس فيرونيكا إرجافيتس                | جوستينا ميكولسكيت · سيلين نيف · أورزولا رادفانسكا · جانا كولودينسكا         |
| 3 فبراير  | ليشنو، بولندا صلب (i) W75 قرعة المباريات الفردية والزوجية                                  | إيفانا سيبيستوفا كودي وونغ 6–4، 1–6، [10–4]                                   | فيرونيكا فالكوسكا مارتينا كوبكا                                               | أماندين هيس فيرونيكا إرجافيتس                | جوستينا ميكولسكيت · سيلين نيف · أورزولا رادفانسكا · جانا كولودينسكا         |
| 3 فبراير  | هيرينشواندن، سويسرا سجادة (i) W35 قرعة المباريات الفردية والزوجية                          | آنا روجرز 6–3، 3–6، 6–3                                                       | مريم بولكفادزي                                                                | جوانا جارلاند إلفينا كالييفا                 | أنطونيا شميت سينجا كراوس فيكتوريا كوزموفا ليندا كليميفوفا                   |
| 3 فبراير  | هيرينشواندن، سويسرا سجادة (i) W35 قرعة المباريات الفردية والزوجية                          | إيكاترينا أوفشارينكو · إميلي ويبلي سميث · 7–6(7–1)، 2–6، [11–9]               | مريم بولكفادزي سينجا كراوس                                                    | جوانا جارلاند إلفينا كالييفا                 | أنطونيا شميت سينجا كراوس فيكتوريا كوزموفا ليندا كليميفوفا                   |
| 3 فبراير  | أنطاليا، تركيا طين W35 قرعة المباريات الفردية والزوجية                                     | أليسا أوكتيايريفا · 3–6، 6–3، 6–4                                             | أناستاسيا جاسانوفا                                                            | أمريسا توث جويل ستوير                        | كارولينا ألفيس يلينا إن-ألبون كريستينا دينو دينيسلافا غلوشكوفا              |
| 3 فبراير  | أنطاليا، تركيا طين W35 قرعة المباريات الفردية والزوجية                                     | لي يو-يون لي زونغيو 6–3، 6–3                                                  | بونين كوفابيتوكتيد يوكي نايتو                                                 | أمريسا توث جويل ستوير                        | كارولينا ألفيس يلينا إن-ألبون كريستينا دينو دينيسلافا غلوشكوفا              |
| 3 فبراير  | شرم الشيخ، مصر صلب W15 قرعة المباريات الفردية والزوجية                                     | كاتارينا كوزموفا 6–7(3–7)، 6–3، 6–4                                           | كارولين أنصاري                                                                | كاترينا لازارينكو · فارفارا بانشينا          | زوزيا كاردافا نانا كواجيتشي بريت دو بري ياسمين عزت                          |
| 3 فبراير  | شرم الشيخ، مصر صلب W15 قرعة المباريات الفردية والزوجية                                     | داريا خوموتسيانسكايا · فارفارا بانشينا · 6–2، 7–5                             | جوليا ستاماتوفا أنيا وايلدغروبر                                               | كاترينا لازارينكو · فارفارا بانشينا          | زوزيا كاردافا نانا كواجيتشي بريت دو بري ياسمين عزت                          |
| 3 فبراير  | المنستير، تونس صلب W15 قرعة المباريات الفردية والزوجية                                     | سارا دافاتتيلا 7–5، 4–3 انسحاب                                                | أليكسيس بلوخينا                                                               | ياسمين منصوري جو ميكي                        | مارثا ماتولا فالنتيني جراماتيكوبولو لويزا ماير على دير هايدي شيري كيم       |
| 3 فبراير  | المنستير، تونس صلب W15 قرعة المباريات الفردية والزوجية                                     | جو ميكي شياو زينهوا 4–6، 7–6(7–5)، [10–8]                                     | سارا دافاتتيلا مارثا ماتولا                                                   | ياسمين منصوري جو ميكي                        | مارثا ماتولا فالنتيني جراماتيكوبولو لويزا ماير على دير هايدي شيري كيم       |
| 10 فبراير | AK سيدات المفتوحة آلتنكيرشن، ألمانيا سجاد (داخلي) W75 قرعة المباريات الفردية والزوجية      | جوليا أفدييفا · 6–3، 6–3                                                      | داريا سنيغور                                                                  | تمارا كورباتش آنا لينا فريدسام               | فالنتينا رايزر سوزان بانديتشي إلفينا كالييفا ليان تران                      |
| 10 فبراير | AK سيدات المفتوحة آلتنكيرشن، ألمانيا سجاد (داخلي) W75 قرعة المباريات الفردية والزوجية      | ماري بينوا دليلا ياكوبوفيتش 7–5، 7–6(8–6)                                     | إميلي أبلتون إيزابيل هافيرلاج                                                 | تمارا كورباتش آنا لينا فريدسام               | فالنتينا رايزر سوزان بانديتشي إلفينا كالييفا ليان تران                      |
| 10 فبراير | برمنغهام، بريطانيا العظمى صلب (داخلي) W50 قرعة المباريات الفردية والزوجية                  | كليرفي نغونوويه 4–6، 6–2، 6–3                                                 | فيكتوريا كوزموفا                                                              | ليلي ميازاكي مانون ليونارد                   | لوكريتسيا ستيفانيني ألكسندرا كرونتش كايزا رينالدو بيرسون آنا روجرز          |
| 10 فبراير | برمنغهام، بريطانيا العظمى صلب (داخلي) W50 قرعة المباريات الفردية والزوجية                  | فرانسيسكا خورخي ماتيلدي خورخي 6–2، 4–6، [10–5]                                | فيكتوريا كوزموفا أليسيا روزولوسكا                                             | ليلي ميازاكي مانون ليونارد                   | لوكريتسيا ستيفانيني ألكسندرا كرونتش كايزا رينالدو بيرسون آنا روجرز          |
| 10 فبراير | تيمارو، نيوزيلندا صلب W35 قرعة المباريات الفردية والزوجية                                  | ليوني كونغ 6–1، 6–2                                                           | نايكثا بينز                                                                   | ماليني هلجو شي هان                           | ميهو كوراموتشي تيساه أندريانجافيتريمو شيهو أكيتا شوي أون يو                 |
| 10 فبراير | تيمارو، نيوزيلندا صلب W35 قرعة المباريات الفردية والزوجية                                  | باك دا يون لي أون هاي 7–5، 6–3                                                | شوي أون يو ناناري كاتسومي                                                     | ماليني هلجو شي هان                           | ميهو كوراموتشي تيساه أندريانجافيتريمو شيهو أكيتا شوي أون يو                 |
| 10 فبراير | أنطاليا، تركيا طين W35 قرعة المباريات الفردية والزوجية                                     | أنجيلا فيتا بولودا 6–3، 6–4                                                   | نينا فارجوفا                                                                  | أماريسا توث إرينا براء                       | إيفا ماري فوراتشيك تينا لوكاس ألينا كوفاتشكوفا يلينا إن ألبون               |
| 10 فبراير | أنطاليا، تركيا طين W35 قرعة المباريات الفردية والزوجية                                     | لي يو يون لي زونغ يو 6–2، 2–6، [10–6]                                         | نيكول فوسا هورغو جيبيك كولامباييفا                                            | أماريسا توث إرينا براء                       | إيفا ماري فوراتشيك تينا لوكاس ألينا كوفاتشكوفا يلينا إن ألبون               |
| 10 فبراير | ماناكور، إسبانيا صلب W15 قرعة المباريات الفردية والزوجية                                   | إليزارا يانيفا 5–1 انسحاب                                                     | أستريد لو يان فون                                                             | يوهان سفيندسن إيرينا فيتيكاو                 | نويليا بوزو زانوتي ياسمين جيمبرير صوفيا ميلاطوفا أليس روب                   |
| 10 فبراير | ماناكور، إسبانيا صلب W15 قرعة المباريات الفردية والزوجية                                   | ميريل هودت أليس روب 7–6(7–3)، 6–2                                             | تيان جيالين لورا ماير                                                         | يوهان سفيندسن إيرينا فيتيكاو                 | نويليا بوزو زانوتي ياسمين جيمبرير صوفيا ميلاطوفا أليس روب                   |
| 10 فبراير | شرم الشيخ، مصر صلب W15 قرعة المباريات الفردية والزوجية                                     | آنا سيكسكوفا 6–1، 6–3                                                         | كارولين أنصاري                                                                | كارول يونغ سوه لي · داريا زيلينسكايا         | غايا سكوارشيالوبي أيوومي مياموتو صوفيا شاباتافا إيفا إيفانوفا               |
| 10 فبراير | شرم الشيخ، مصر صلب W15 قرعة المباريات الفردية والزوجية                                     | كارولين أنصاري أيوومي مياموتو 5–7، 6–4، [10–6]                                | ياسمين عزت غايا سكوارشيالوبي                                                  | كارول يونغ سوه لي · داريا زيلينسكايا         | غايا سكوارشيالوبي أيوومي مياموتو صوفيا شاباتافا إيفا إيفانوفا               |
| 10 فبراير | المنستير، تونس صلب W15 قرعة المباريات الفردية والزوجية                                     | إليسكا تيخاتشكوفا 2–6، 6–3، 7–5                                               | تيباني لوميتر                                                                 | سارا دافيتتيلا ماري فيليت                    | ياسمين منصور قوه ميكي نينا رادوفيتش فيولا توريني                            |
| 10 فبراير | المنستير، تونس صلب W15 قرعة المباريات الفردية والزوجية                                     | ياسمين منصور إيلينا ميلوفانوفيتش 6–2، 6–0                                     | ديفا باتيا سافو ساكيلاريدي                                                    | سارا دافيتتيلا ماري فيليت                    | ياسمين منصور قوه ميكي نينا رادوفيتش فيولا توريني                            |
| 17 فبراير | براغ، التشيك صلب (داخلي) W75 قرعة المباريات الفردية والزوجية                               | جابرييلا نوتسون 6–4، 3–6، 7–5                                                 | ديستاني أيافا                                                                 | بريسيلا هون إيلا سيدل                        | سيلين نيف لولا راديفوجيفيتش نيكولا بارتونكوفا تيريزا فالينتوفا              |
| 17 فبراير | براغ، التشيك صلب (داخلي) W75 قرعة المباريات الفردية والزوجية                               | جيسيكا ماليتشكوفا مريم سكوتش 6–0، 6–2                                         | بريسيلا هون ريبيكا ماساروفا                                                   | بريسيلا هون إيلا سيدل                        | سيلين نيف لولا راديفوجيفيتش نيكولا بارتونكوفا تيريزا فالينتوفا              |
| 17 فبراير | سبرينغ، الولايات المتحدة صلب W50 قرعة المباريات الفردية والزوجية                           | ماري ستويانا vs إيفا جوفيتش المباراة النهائية لم تلعب بسبب سوء الأحوال الجوية | ماري ستويانا vs إيفا جوفيتش المباراة النهائية لم تلعب بسبب سوء الأحوال الجوية | كارول تشاو كاتي ماكنالي                      | تايلة بريستون ويتني أوسويجوي ماريا ماتيس إيرين كايتانو                      |
| 17 فبراير | سبرينغ، الولايات المتحدة صلب W50 قرعة المباريات الفردية والزوجية                           | تم إلغاء مسابقة الزوجي بسبب استمرار سوء الأحوال الجوية                        |                                                                               | كارول تشاو كاتي ماكنالي                      | تايلة بريستون ويتني أوسويجوي ماريا ماتيس إيرين كايتانو                      |
| 17 فبراير | بيرني إنترناشيونال بيرني، أستراليا صلب W35 قرعة المباريات الفردية والزوجية                 | تيساه أندريانجافيتريمو 6–2، 6–3                                               | قو هانيو                                                                      | جايمي فورليس يوان تشينغ يي                   | أيومي كوشيشي ميو كوراموتشي شيهو أكيتا ساكورا هوسوغي                         |
| 17 فبراير | بيرني إنترناشيونال بيرني، أستراليا صلب W35 قرعة المباريات الفردية والزوجية                 | مونيك باري إلينا ميشيتش 6–3، 6–4                                              | غابرييلا دا سيلفا-فيك بيل تومسون                                              | جايمي فورليس يوان تشينغ يي                   | أيومي كوشيشي ميو كوراموتشي شيهو أكيتا ساكورا هوسوغي                         |
| 17 فبراير | مانشستر، بريطانيا العظمى صلب (i) W35 قرعة المباريات الفردية والزوجية                       | فيكتوريا مبوكو 7–6(7–0)، 6–2                                                  | مانون ليونارد                                                                 | تيانتسوا سارة راكوتومانغا راجاونا لو جياجينغ | إميلي أبلتون جيوامار مارستاني جولي بيلغرافر صوفيا كوستولاس                  |
| 17 فبراير | مانشستر، بريطانيا العظمى صلب (i) W35 قرعة المباريات الفردية والزوجية                       | أريانا أرسينولت آنا روجرز 6–7(5–7)، 6–1، [10–8]                               | فيرونيكا فالكوفسكا مارتينا كوبكا                                              | تيانتسوا سارة راكوتومانغا راجاونا لو جياجينغ | إميلي أبلتون جيوامار مارستاني جولي بيلغرافر صوفيا كوستولاس                  |
| 17 فبراير | Wiphold إنترناشيونال بريتوريا، جنوب أفريقيا صلب W15 قرعة المباريات الفردية والزوجية        | جيني دورست 6–1، 6–3                                                           | ستيفاني فيسشر                                                                 | أستريد سيروت غابرييلا برايس                  | سباستياني ليون · بولينا كايبيكوفا · فاليريا بهونو · آنا هيرتل               |
| 17 فبراير | Wiphold إنترناشيونال بريتوريا، جنوب أفريقيا صلب W15 قرعة المباريات الفردية والزوجية        | ريكي دي كونيغ ستيفاني فيسشر 7–6(7–4)، 6–3                                     | أرينا أريفولينا · بولينا كايبيكوفا                                            | أستريد سيروت غابرييلا برايس                  | سباستياني ليون · بولينا كايبيكوفا · فاليريا بهونو · آنا هيرتل               |
| 17 فبراير | بوخارست، رومانيا صلب (i) W15 قرعة المباريات الفردية والزوجية                               | أنوك فرانكن بيترز 6–4، 1–6، 6–3                                               | أناستازيا كوليكوفا                                                            | كاترينا كوزموفا جوليا ستوسك                  | ليديا إنشيفا كاترينا ستريشناكوفا مارا غاي آنا غابريك                        |
| 17 فبراير | بوخارست، رومانيا صلب (i) W15 قرعة المباريات الفردية والزوجية                               | أدريان ناغي إميلي سيبولد 7–6(7–5)، 6–1                                        | كاترينا ستريشناكوفا مارين سزوستاك                                             | كاترينا كوزموفا جوليا ستوسك                  | ليديا إنشيفا كاترينا ستريشناكوفا مارا غاي آنا غابريك                        |
| 17 فبراير | ماناكور، إسبانيا صلب W15 قرعة المباريات الفردية والزوجية                                   | إليزارا يانيفا 2–6، 6–4، 6–3                                                  | بريت دو بري                                                                   | أليس روب أناستازيا أباجناتو                  | إيرينا فيتيكاو نويليا بوزو زانوتي أيانا أكلي إيلي شوب                       |
| 17 فبراير | ماناكور، إسبانيا صلب W15 قرعة المباريات الفردية والزوجية                                   | لوس إبيلينغ كونيغ سارة فان إيمست 6–4، 4–6، [10–6]                             | أناستازيا أباجناتو ماري ويكرلي                                                | أليس روب أناستازيا أباجناتو                  | إيرينا فيتيكاو نويليا بوزو زانوتي أيانا أكلي إيلي شوب                       |
| 17 فبراير | أنطاليا، تركيا ترابية W15 قرعة المباريات الفردية والزوجية                                  | لويزينا جيوفانيني 6–1، 6–3                                                    | مينا هوذيتش                                                                   | يوكي نايتو زيفا فالكينر                      | ساندرا سمير إليونورا ألفيسي جورجيا كراتشون أليساندرا مازولا                 |
| 17 فبراير | أنطاليا، تركيا ترابية W15 قرعة المباريات الفردية والزوجية                                  | فيكتوريا باغانيتي ليزا بيغاتو 6–3، 6–4                                        | زيفا فالكينر يوكي نايتو                                                       | يوكي نايتو زيفا فالكينر                      | ساندرا سمير إليونورا ألفيسي جورجيا كراتشون أليساندرا مازولا                 |
| 17 فبراير | شرم الشيخ، مصر صلب W15 قرعة المباريات الفردية والزوجية                                     | إيزابيلا شنيكوفا 6–3، 0–6، 6–7(7–9)                                           | يانا كوفاتشكوفا                                                               | ياسمين عزت تمارا كوستيتش                     | كريستيانا سيدوروفا · إيفا إيفانوفا · غايا سكوارشالوبي · إيكاترينا بيرليجينا |
| 17 فبراير | شرم الشيخ، مصر صلب W15 قرعة المباريات الفردية والزوجية                                     | أيومي مياamoto كيسا يوشيوكا 6–7(4–7)، 2–6                                     | مانا كاوامورا باتريسيا باوكاشتتي                                              | ياسمين عزت تمارا كوستيتش                     | كريستيانا سيدوروفا · إيفا إيفانوفا · غايا سكوارشالوبي · إيكاترينا بيرليجينا |
| 17 فبراير | المنستير، تونس صلبة W15 قرعة المباريات الفردية والزوجية                                    | كاميلا زانوليني 4–6، 4–6                                                      | سيلفيا أمبروسيو                                                               | ماتيلد لوليا كاثارينا هوغباسكي               | تيباني لوميتر دافني متشي بيريكارد أورورا زانتيشدي نينا رادوڤانوفيتش         |
| 17 فبراير | المنستير، تونس صلبة W15 قرعة المباريات الفردية والزوجية                                    | سيلفيا أمبروسيو كاثارينا هوغباسكي 3–6، 3–6                                    | أرابيلا كولر إيليسا ڤانلانجندونك                                              | ماتيلد لوليا كاثارينا هوغباسكي               | تيباني لوميتر دافني متشي بيريكارد أورورا زانتيشدي نينا رادوڤانوفيتش         |
| 24 فبراير | أمباير وينز إندور ترنافا، سلوفاكيا صلبة (i) W75 قرعة المباريات الفردية والزوجية            | أنطونيا روجيتش 2–6، 6–4، 3–6                                                  | إلينا بريدانكينا                                                              | سيلين نايف ديستاني أيافا                     | ستيفاني واجنر إيلا سايدل ليري روميرو جورماز ليندا كليموفيتشوفا              |
| 24 فبراير | أمباير وينز إندور ترنافا، سلوفاكيا صلبة (i) W75 قرعة المباريات الفردية والزوجية            | جيسيكا ماليتشوفا ميريام سكوك 7–5، 3–6، [2–10]                                 | سيلين نايف · إلينا بريدانكينا                                                 | سيلين نايف ديستاني أيافا                     | ستيفاني واجنر إيلا سايدل ليري روميرو جورماز ليندا كليموفيتشوفا              |
| 24 فبراير | مشكون، فرنسا صلبة (i) W50+H قرعة المباريات الفردية والزوجية                                | سينيا كراوس 0–6، 5–7                                                          | تيانتسوا سارة راكوتومانجا راجاوناه                                            | أندريا لازارو جارسيا مانون ليونارد           | لوكريزيا ستيفانيني هارموني تان ليلي ميازاكي ماريام بولكڤادزي                |
| 24 فبراير | مشكون، فرنسا صلبة (i) W50+H قرعة المباريات الفردية والزوجية                                | ماجالي كيمبين جوستينا ميكولسكيت 6–7(5–7)، 2–6                                 | تايسيا ميرديجر يانا ميرديجر                                                   | أندريا لازارو جارسيا مانون ليونارد           | لوكريزيا ستيفانيني هارموني تان ليلي ميازاكي ماريام بولكڤادزي                |
| 24 فبراير | أحمد آباد، الهند صلبة W50 قرعة المباريات الفردية والزوجية                                  | بارك سو هيون 3–6، 0–6                                                         | أرينا روديونوفا                                                               | ماريا تكتشيفا · فايديهي تشودهاري             | أماندين هيس · اناستاسيا غوريڤا · إيكاترينا رينجولد · هاروكا كاجي            |
| 24 فبراير | أحمد آباد، الهند صلبة W50 قرعة المباريات الفردية والزوجية                                  | أكيكو أوماي إيكوني يامازاكي 2–6، 6–2، [7–10]                                  | فيشنامي آدكار أنكيتا راينا                                                    | ماريا تكتشيفا · فايديهي تشودهاري             | أماندين هيس · اناستاسيا غوريڤا · إيكاترينا رينجولد · هاروكا كاجي            |
| 24 فبراير | لاونسستون تنس العالمية Launceston، أستراليا صلبة W35 قرعة المباريات الفردية والزوجية       | ليزيت كابريرا 5–7، 2–6                                                        | ساكورا هوسوجي                                                                 | كو يون وو تيساه أندريانجافيتريمو             | جابرييلا دا سيلفا-فيك باك دا يون قوه هانيو آيومي كوشيششي                    |
| 24 فبراير | لاونسستون تنس العالمية Launceston، أستراليا صلبة W35 قرعة المباريات الفردية والزوجية       | مونيك باري إيلينا ميكيتش 6–2، 6–4                                             | ميهو كوراموتشي إريكا سما                                                      | كو يون وو تيساه أندريانجافيتريمو             | جابرييلا دا سيلفا-فيك باك دا يون قوه هانيو آيومي كوشيششي                    |
| 24 فبراير | أنطاليا، تركيا طين W35 قرعة المباريات الفردية والزوجية                                     | أميريسا توث 6–3، 6–3                                                          | إرينا براء                                                                    | بيا لوفتش ليزا بيجاتو                        | تشانتال سوفانت تينا لوكاس فيتورينا باجانتي لويزينا جيوفانيني                |
| 24 فبراير | أنطاليا، تركيا طين W35 قرعة المباريات الفردية والزوجية                                     | لي يو يون لي زونغ يو 6–3، 6–4                                                 | أمينة أنشب · يوكي نايتو                                                       | بيا لوفتش ليزا بيجاتو                        | تشانتال سوفانت تينا لوكاس فيتورينا باجانتي لويزينا جيوفانيني                |
| 24 فبراير | آركاديا Women's Pro Open أركاديا، الولايات المتحدة صلب W35 قرعة المباريات الفردية والزوجية | كايلا كروس 6–2، 7–6(8–6)                                                      | إيفا يوفيفا                                                                   | كيلي ماكنزي فيونا كراولي                     | ماريا ماتيس ديسبينا باباميتشايل ستيفانيا روغوزينسكا جيك كارسن برانسناين     |
| 24 فبراير | آركاديا Women's Pro Open أركاديا، الولايات المتحدة صلب W35 قرعة المباريات الفردية والزوجية | فيكتوريا أوسيغوي آلانا سميث 6–3، 6–4                                          | ألديلا سوتجيادي جانيس تشين                                                    | كيلي ماكنزي فيونا كراولي                     | ماريا ماتيس ديسبينا باباميتشايل ستيفانيا روغوزينسكا جيك كارسن برانسناين     |
| 24 فبراير | مانشان، الصين صلب (i) W15 قرعة المباريات الفردية والزوجية                                  | داريا إيغوروفا · 7–6(7–3)، 6–4                                                | هايو كينوشيتا                                                                 | يانغ ييدي · إيكاترينا شاليموفا               | آنا يانغ وو هو-تشينغ فيكتوريا مورفايوفا بونين كوفابيتوكتيت                  |
| 24 فبراير | مانشان، الصين صلب (i) W15 قرعة المباريات الفردية والزوجية                                  | داريا إيغوروفا · إيكاترينا شاليموفا · 6–2، 7–5                                | كيم نا ري يي كيويو                                                            | يانغ ييدي · إيكاترينا شاليموفا               | آنا يانغ وو هو-تشينغ فيكتوريا مورفايوفا بونين كوفابيتوكتيت                  |
| 24 فبراير | ماناكور، إسبانيا صلب W15 قرعة المباريات الفردية والزوجية                                   | جيلين فاندورم 6–2، 6–3                                                        | بريت دو بري                                                                   | مونيكا إكستراند تيسا جوانا بروكمين           | آيانا أكلي دانييل دايلي لوز إيبلينغ كونيغ أليس جيلان                        |
| 24 فبراير | ماناكور، إسبانيا صلب W15 قرعة المباريات الفردية والزوجية                                   | إيزيس لويس فان دن بروك سارة فان إيمست 6–4، 6–4                                | جاسمين جيمبري أليس روب                                                        | مونيكا إكستراند تيسا جوانا بروكمين           | آيانا أكلي دانييل دايلي لوز إيبلينغ كونيغ أليس جيلان                        |
| 24 فبراير | لايمن، ألمانيا صلب (i) W15 قرعة المباريات الفردية والزوجية                                 | مارتينا كوبكا 6–4، 7–6(7–5)                                                   | أنستاسيا كوليكوفا                                                             | إيكاترينا كازيونوفا · فيرونيكا بودريز        | فالنتينا شتاينر سونيا زينيخوفا جوسي دايمز تيودورا كوستوفيتش                 |
| 24 فبراير | لايمن، ألمانيا صلب (i) W15 قرعة المباريات الفردية والزوجية                                 | نيكولا بريشكوفا كارولينا فلكوفا 6–4، 0–6، [10–8]                              | شتيفانيا بوجيكا ماري فوغت                                                     | إيكاترينا كازيونوفا · فيرونيكا بودريز        | فالنتينا شتاينر سونيا زينيخوفا جوسي دايمز تيودورا كوستوفيتش                 |
| 24 فبراير | Wiphold International بريتوريا، جنوب أفريقيا صلب W15 قرعة المباريات الفردية والزوجية       | ستيفاني فيشر 5–7، 6–1، 7–6(7–5)                                               | جيني دورست                                                                    | أستريد سيروت فاليريا بهونو                   | ميرلي راست · غابرييلا برايس · ألكساندرا فاسيليفا · آنا هيرتل                |
| 24 فبراير | Wiphold International بريتوريا، جنوب أفريقيا صلب W15 قرعة المباريات الفردية والزوجية       | كوكو بوسمان مادالينا جيوردانو انسحاب                                          | فيفيان سانبربرج إيما فان بوبل                                                 | أستريد سيروت فاليريا بهونو                   | ميرلي راست · غابرييلا برايس · ألكساندرا فاسيليفا · آنا هيرتل                |
| 24 فبراير | شرم الشيخ، مصر صلبة W15 قرعة المباريات الفردية والزوجية                                    | إيزابيلا شنيكوفا 6–4، 3–6، 6–3                                                | زو شينتينغ                                                                    | ياسمين عزت باتريسيا باوكشتيت                 | إيكاترينا بيرلجينا ريميكو أوهاشي إيلينا-تيودورا كادار صوفيا شاباتافا        |
| 24 فبراير | شرم الشيخ، مصر صلبة W15 قرعة المباريات الفردية والزوجية                                    | ريميكو أوهاشي كيسا يوشيوكا 6–3، 6–1                                           | مادليف هاغيمان باتريسيا باوكشتيت                                              | ياسمين عزت باتريسيا باوكشتيت                 | إيكاترينا بيرلجينا ريميكو أوهاشي إيلينا-تيودورا كادار صوفيا شاباتافا        |
| 24 فبراير | المنستير، تونس صلبة W15 قرعة المباريات الفردية والزوجية                                    | سيلفيا أمبروسيو 6–4، 6–1                                                      | أورورا زانتديسي                                                               | إيلينا ميلوفانوفيتش بيتريس زيلتينا           | ماتيلد مارياني جوليا مورليت كاميلا جينارو كاتارينا هوبغارسكي                |
| 24 فبراير | المنستير، تونس صلبة W15 قرعة المباريات الفردية والزوجية                                    | سيلفيا أمبروسيو كاتارينا هوبغارسكي 6–4، 6–7(4–7)، [10–4]                      | جوليا آدمز ليليان بولينج                                                      | إيلينا ميلوفانوفيتش بيتريس زيلتينا           | ماتيلد مارياني جوليا مورليت كاميلا جينارو كاتارينا هوبغارسكي                |

### مارس
| الأسبوع | البطولة                                                                                                  | الفائزات                                                         | الوصيفات                                          | المتأهلات لنصف النهائي                    | المتأهلات لربع النهائي                                                           |
| ------- | --- | ---------------------------------------------------------------- | ------------------------------------------------- | ----------------------------------------- | -------------------------------------------------------------------------------- |
| مارس 3  | إمباير وومنز إندور ترنافا، سلوفاكيا Hard (i) W75 قرعة المباريات الفردية والزوجية                         | فالنتينا رايزر 6–4، 3–6، 7–6(7–4)                                | تيريزا فالينتوفا                                  | أنطونيا روجيتش ساياكا إيشي                | ليندا فروهفيتوفا تاليا جيبسون دلما جالفي ريناتا جامريخوفا                        |
| مارس 3  | إمباير وومنز إندور ترنافا، سلوفاكيا Hard (i) W75 قرعة المباريات الفردية والزوجية                         | إيزابيل هافيرلاج · إلينا بريدانكينا · 6–2، 6–3                   | ماغالي كيمبن جيسيكا بونشيت                        | أنطونيا روجيتش ساياكا إيشي                | ليندا فروهفيتوفا تاليا جيبسون دلما جالفي ريناتا جامريخوفا                        |
| مارس 3  | بورتو وومنز إندور ITF 3 بورتو، البرتغال Hard (i) W75 قرعة المباريات الفردية والزوجية                     | فيكتوريا مبوكو 6–1، 6–1                                          | هارييت دارت                                       | لويزا تشيريكو أنوك كوفرمانس               | إيميلين دارتون لوكريتسيا ستيفانيني غيومار مارستاني كارينا ميلر                   |
| مارس 3  | بورتو وومنز إندور ITF 3 بورتو، البرتغال Hard (i) W75 قرعة المباريات الفردية والزوجية                     | فرانسيسكا خورخي ماتيلد خورخي 0–6، 7–6(7–4)، [10–8]               | شو إيه-هسوان شو يي-تسين                           | لويزا تشيريكو أنوك كوفرمانس               | إيميلين دارتون لوكريتسيا ستيفانيني غيومار مارستاني كارينا ميلر                   |
| مارس 3  | تشيواوا، المكسيك Clay W50 قرعة المباريات الفردية والزوجية                                                | فاليريا ستراخوفا 5–7، 6–2، 6–4                                   | كارولينا ألفيس                                    | ديبسيينا باباميتشايل آنا صوفيا سانشيز     | روبن أندرسون دميترا بافلو إليزابيث ماندليك جازمين أورتينزي                       |
| مارس 3  | تشيواوا، المكسيك Clay W50 قرعة المباريات الفردية والزوجية                                                | جيسي آني جيسيكا فايللا 6–3، 7–5                                  | إليني كريستوفي ديبسيينا باباميتشايل               | ديبسيينا باباميتشايل آنا صوفيا سانشيز     | روبن أندرسون دميترا بافلو إليزابيث ماندليك جازمين أورتينزي                       |
| مارس 3  | جوروجرام، الهند Hard W35 قرعة المباريات الفردية والزوجية                                                 | كريستينا دمتروك · 6–3، 6–2                                       | إيكاترينا ماكاروفا                                | إيكومي يامازاكي أنتونيا شمايدت            | فايدهى تشودهاري · هاروكا كاجي · بولينا ياتسينكو · زيل ديساي                      |
| مارس 3  | جوروجرام، الهند Hard W35 قرعة المباريات الفردية والزوجية                                                 | إيكاترينا ماكاروفا · إيكاترينا راينغولد · 2–6، 6–4، [10–7]       | بولينا ياتسينكو · ماريا تكاتشيفا                  | إيكومي يامازاكي أنتونيا شمايدت            | فايدهى تشودهاري · هاروكا كاجي · بولينا ياتسينكو · زيل ديساي                      |
| مارس 3  | هلسنكي، فنلندا Hard (i) W35 قرعة المباريات الفردية والزوجية                                              | صوفيا كوستولاس 6–3، 7–5                                          | ليلي ميازاكي                                      | فرانسيسكا كورمي مالين هيلغو               | فيونا فيرو أماندين مونوت جولي بيلجرافير مارينا باسولز ريبييرا                    |
| مارس 3  | هلسنكي، فنلندا Hard (i) W35 قرعة المباريات الفردية والزوجية                                              | لورا هيتارانتا إيلا مكينالد 6–3، 6–4                             | أيلا أكسو مارتينا كوبا                            | فرانسيسكا كورمي مالين هيلغو               | فيونا فيرو أماندين مونوت جولي بيلجرافير مارينا باسولز ريبييرا                    |
| مارس 3  | سولارينو، إيطاليا Carpet W35 قرعة المباريات الفردية والزوجية                                             | جوانا جارلاند 6–1، 6–2                                           | ويرونيكا فالكوفيسكا                               | فندولا فالدمنوفا كاميلا زانوليني          | فيديريكا أورجيسي جيسيكا بييري أنستاسيا أباجناتو فيديريكا دي سارا                 |
| مارس 3  | سولارينو، إيطاليا Carpet W35 قرعة المباريات الفردية والزوجية                                             | باريس كورلي ويرونيكا فالكوفيسكا 6–1، 6–1                         | فالنتيني جراماتيكوبولو · يوليا هاتوك              | فندولا فالدمنوفا كاميلا زانوليني          | فيديريكا أورجيسي جيسيكا بييري أنستاسيا أباجناتو فيديريكا دي سارا                 |
| مارس 3  | مانشان، الصين Hard (i) W15 قرعة المباريات الفردية والزوجية                                               | داريا إيغوروفا · 6–2، 6–1                                        | يي كيويو                                          | إيكاترينا شاليموفا · فيكتوريا مورفايوفا   | وو هو-تشينغ · كيم نا-ري · إلينا نيبلي · هايو كينوشيتا                            |
| مارس 3  | مانشان، الصين Hard (i) W15 قرعة المباريات الفردية والزوجية                                               | كيم نا-ري يي كيويو 6–4، 6–1                                      | لو جينغجينغ شون فانجيينغ                          | إيكاترينا شاليموفا · فيكتوريا مورفايوفا   | وو هو-تشينغ · كيم نا-ري · إلينا نيبلي · هايو كينوشيتا                            |
| مارس 3  | هاجتمو، فرنسا Hard (i) W15 قرعة المباريات الفردية والزوجية                                               | فيرونيكا بودريز 6–4، 6–2                                         | أليس روب                                          | إيما لين أولغا هلمي                       | كريستينا كرويتور · آيانا أكلي · ليديا إنشيفا · كارلوتا موكيا                     |
| مارس 3  | هاجتمو، فرنسا Hard (i) W15 قرعة المباريات الفردية والزوجية                                               | سارة إيليف إيما لين 7–6(7–2)، 3–6، [10–8]                        | آيانا أكلي ميا هورفيت                             | إيما لين أولغا هلمي                       | كريستينا كرويتور · آيانا أكلي · ليديا إنشيفا · كارلوتا موكيا                     |
| مارس 3  | أنطاليا، تركيا Clay W15 قرعة المباريات الفردية والزوجية                                                  | جويل ستوير 6–4، 6–4                                              | جيسيكا بيرتولدو                                   | أليس راميه أديلينا لاتشينوفا              | ليندا سيفتشيكوفا أنيا ستانكوفيتش مارتينا كولميجنا شتيفانيا بويجكا                |
| مارس 3  | أنطاليا، تركيا Clay W15 قرعة المباريات الفردية والزوجية                                                  | شانتال سوانت أنيا ستانكوفيتش 6–2، 6–4                            | داريا كوتزر جويل ستوير                            | أليس راميه أديلينا لاتشينوفا              | ليندا سيفتشيكوفا أنيا ستانكوفيتش مارتينا كولميجنا شتيفانيا بويجكا                |
| مارس 3  | شرم الشيخ، مصر Hard W15 قرعة المباريات الفردية والزوجية                                                  | آنا سيشكوفا 6–0، 6–3                                             | إلينا تيودورا كادار                               | إيزابيلا شنيكوفا صوفيا شاباتافا           | باربرا ديسوليس · إفجينيا بيردينا · كلاريسا جاي · إيفيتا دابكوتي                  |
| مارس 3  | شرم الشيخ، مصر Hard W15 قرعة المباريات الفردية والزوجية                                                  | أريانا أريفولينا · إفجينيا بيردينا · 7–6(7–4)، 1–6، [10–8]       | إينيس مورتا فرانسيسكا سيدات                       | إيزابيلا شنيكوفا صوفيا شاباتافا           | باربرا ديسوليس · إفجينيا بيردينا · كلاريسا جاي · إيفيتا دابكوتي                  |
| مارس 3  | المنستير، تونس Hard W15 قرعة المباريات الفردية والزوجية                                                  | إيفا غيريرو ألفاريز 7–6(10–8)، 6–0                               | جوليا آدامز                                       | إيرين كايتانو فيكي فان دي بير             | سافو ساكيلاريدي بيتريس زيلتينا لييل مارليس روثنشتاينر تاميلا جاداموري            |
| مارس 3  | المنستير، تونس Hard W15 قرعة المباريات الفردية والزوجية                                                  | أندريه لوكوشييوت لويزا ماير اوف در هايد 7–5، 6–2                 | إيرين كايتانو سلمان إيوينغ                        | إيرين كايتانو فيكي فان دي بير             | سافو ساكيلاريدي بيتريس زيلتينا لييل مارليس روثنشتاينر تاميلا جاداموري            |
| مارس 3  | تروا ريفيير، كندا Hard (i) W15 قرعة المباريات الفردية والزوجية                                           | إميلي أبلتون 6–3، 3–6، 6–3                                       | ملايكة رابولو                                     | فالنتينا ايفانوف إيمي زهو                 | فيونا كراولي كليمونس ميرسييه لارا سميجكال داشا إيفانوفا                          |
| مارس 3  | تروا ريفيير، كندا Hard (i) W15 قرعة المباريات الفردية والزوجية                                           | إليزابيث يونيسكو كريستاشا ماكنيل 6–2، 2–6، [10–2]                | داشا إيفانوفا إيمي زهو                            | فالنتينا ايفانوف إيمي زهو                 | فيونا كراولي كليمونس ميرسييه لارا سميجكال داشا إيفانوفا                          |
| 10 مارس | سيكشفهيرفار المفتوحة سيكشفهيرفار، المجر Clay (i) W75 قرعة المباريات الفردية والزوجية                     | سينجا كراوس 2–6، 7–5، 6–3                                        | أمريسا توث                                        | أنستاسيا سوبوليفا سيمونا والترت           | سارة بيليك جيبك كولامباييفا ميريام بولغارو كلوي باكيوت                           |
| 10 مارس | سيكشفهيرفار المفتوحة سيكشفهيرفار، المجر Clay (i) W75 قرعة المباريات الفردية والزوجية                     | إرينا براء إيكاترين جورجودزي 6–7(7–9)، 6–3، [10–3]               | لوكا أودفاردي بانا أودفاردي                       | أنستاسيا سوبوليفا سيمونا والترت           | سارة بيليك جيبك كولامباييفا ميريام بولغارو كلوي باكيوت                           |
| 10 مارس | تارغو موريش، رومانيا Hard (i) W75 قرعة المباريات الفردية والزوجية                                        | بريسيلا هون 6–3، 6–4                                             | أريان هارتونو                                     | كاثينكا فون ديكمان نينا ستويانوفيتش       | كاميلا روساتييلو · ليلي ميازاكي · ماي هونتاما · جوليا أفدييفا                    |
| 10 مارس | تارغو موريش، رومانيا Hard (i) W75 قرعة المباريات الفردية والزوجية                                        | كاميلا روساتييلو نينا ستويانوفيتش 7–6(7–1)، 6–2                  | مادلين بروكس جوستينا ميكولسكيت                    | كاثينكا فون ديكمان نينا ستويانوفيتش       | كاميلا روساتييلو · ليلي ميازاكي · ماي هونتاما · جوليا أفدييفا                    |
| 10 مارس | بطولة شيمادزو اليابانية المفتوحة للتنس في الداخل كيوتو، اليابان صلبة (i) W50 قرعة الفئة الفردية والزوجية | سارا سايتو 6–4، 7–6(7–2)                                         | هيمينو ساكاتسومه                                  | أيانو شيميزو إيمرسون جونز                 | مينغ زو تشانغ ينغ ليانغ إن-شوو أكيكو أومائي                                      |
| 10 مارس | بطولة شيمادزو اليابانية المفتوحة للتنس في الداخل كيوتو، اليابان صلبة (i) W50 قرعة الفئة الفردية والزوجية | ساكي إيمامورا بارك سو هيون 7–5، 6–4                              | موموكو كوبوري أيانو شيميزو                        | أيانو شيميزو إيمرسون جونز                 | مينغ زو تشانغ ينغ ليانغ إن-شوو أكيكو أومائي                                      |
| 10 مارس | شنجن (الصين)، الصين صلبة W50 قرعة الفئة الفردية والزوجية                                                 | قوه هانيو 6–4، 7–5                                               | يو إكسياودي                                       | لانلانا تارارودي لي زونغيو                | كريستينا دميتروك · هينا إينوي · أرينا روديونوفا · لو جياجينغ                     |
| 10 مارس | شنجن (الصين)، الصين صلبة W50 قرعة الفئة الفردية والزوجية                                                 | كودي وونغ تشنغ ووشوانغ 3–6، 7–5، [10–2]                          | لي زونغيو شون فانغينغ                             | لانلانا تارارودي لي زونغيو                | كريستينا دميتروك · هينا إينوي · أرينا روديونوفا · لو جياجينغ                     |
| 10 مارس | ميلدورا، أستراليا عشبية W35 قرعة الفئة الفردية والزوجية                                                  | ليزيت كابريرا 6–0، 7–5                                           | تشيهيرو موراماتسو                                 | ساكورا هوسوجي لاكويزا خان                 | أيومي مياamoto مونيك باري Alicia Smith إلينا ميكيتش                              |
| 10 مارس | ميلدورا، أستراليا عشبية W35 قرعة الفئة الفردية والزوجية                                                  | ليزيت كابريرا جابرييلا دا سيلفا فيك 2–6، 6–3، [12–10]            | Alicia Smith بيل طومسون                           | ساكورا هوسوجي لاكويزا خان                 | أيومي مياamoto مونيك باري Alicia Smith إلينا ميكيتش                              |
| 10 مارس | نونثابوري، تايلاند صلبة W35 قرعة الفئة الفردية والزوجية                                                  | لي اون هي 6–3، 6–4                                               | باك دا يون                                        | بولينا ياتشينكو · أنتونيا شميت            | مايوكا أيكاوا · إيكاترينا راينغولد · تاسابورن ناكلو · أنشيسا تشانتا              |
| 10 مارس | نونثابوري، تايلاند صلبة W35 قرعة الفئة الفردية والزوجية                                                  | شريفالي بهاميدياپاتي فيديهي شوداري 6–4، 6–3                      | بونين كوڤابيتوكتيد يوكي نايتو                     | بولينا ياتشينكو · أنتونيا شميت            | مايوكا أيكاوا · إيكاترينا راينغولد · تاسابورن ناكلو · أنشيسا تشانتا              |
| 10 مارس | سولارينو، إيطاليا سجاد W35 قرعة المباريات الفردية والزوجية                                               | جوانا غارلاند 7–6(7–4)، 6–2                                      | فيكتوريا كوزموفا                                  | دليلة سبيريتي صوفيا كوستولاس              | جولي باشتيكوفا ناتاليا كوستيتش ساندرا سمير هيرومي آبي                            |
| 10 مارس | سولارينو، إيطاليا سجاد W35 قرعة المباريات الفردية والزوجية                                               | فيكتوريا كوزموفا كاترينا كوزموفا 6–7(4–7)، 6–4، [10–5]           | صوفيا كوستولاس كاثرينا هوبغارسكي                  | دليلة سبيريتي صوفيا كوستولاس              | جولي باشتيكوفا ناتاليا كوستيتش ساندرا سمير هيرومي آبي                            |
| 10 مارس | جونيس، فرنسا طين (i) W15 قرعة المباريات الفردية والزوجية                                                 | ليزا بيجاتو 6–1، 6–4                                             | ثيسي نتونديل زينغا                                | جيلين ڤاندروومي كريستينا دياز أدروڤر      | بولين باييت · كريستينا كرويتور · أستريد سيروت · أليز ليم                         |
| 10 مارس | جونيس، فرنسا طين (i) W15 قرعة المباريات الفردية والزوجية                                                 | كريستينا كرويتور · أناستاسيا زولوتاريفا · 6–2، 6–2               | أستريد سيروت لوسي باولاك                          | جيلين ڤاندروومي كريستينا دياز أدروڤر      | بولين باييت · كريستينا كرويتور · أستريد سيروت · أليز ليم                         |
| 10 مارس | ألامينوس، قبرص طين W15 قرعة المباريات الفردية والزوجية                                                   | ماري مترو 6–4، 2–6، 6–4                                          | شتيفانيا بوجيكا                                   | إيكاترينا بريليجينا لورا ماير             | أليس چيلان · إليونورا ألفيسي · غايا سكوارشيلوبى · بولينا باخموكتينا              |
| 10 مارس | ألامينوس، قبرص طين W15 قرعة المباريات الفردية والزوجية                                                   | شتيفانيا بوجيكا ماري مترو 6–2، 4–6، [10–7]                       | أنستاسيا فيرمان تشيلسي فونتينيل                   | إيكاترينا بريليجينا لورا ماير             | أليس چيلان · إليونورا ألفيسي · غايا سكوارشيلوبى · بولينا باخموكتينا              |
| 10 مارس | أنطاليا، تركيا طين W15 قرعة المباريات الفردية والزوجية                                                   | يلزافيتا كوتليار 3–6، 4–6، 6–1                                   | إيلاي يورك                                        | إيكاترينا أوفشارينكو · شانتال سوفنت       | ديانا ديميدوفا · ديانا-إيونا سيميونيسكو · أليساندرا ماتسولا · دينيسلافا غلوشكوفا |
| 10 مارس | أنطاليا، تركيا طين W15 قرعة المباريات الفردية والزوجية                                                   | دنيزا هيندوفا داريا كوتسر 6–1، 5–7                               | إلينكا أميرايي شانتال سوفنت                       | إيكاترينا أوفشارينكو · شانتال سوفنت       | ديانا ديميدوفا · ديانا-إيونا سيميونيسكو · أليساندرا ماتسولا · دينيسلافا غلوشكوفا |
| 10 مارس | شرم الشيخ، مصر صلب W15 فردي وزوجي                                                                        | أنوك فرانكن بيترز 7–5، 3–6، 6–2                                  | آنا سيسكوفا                                       | إيزابيلا شنيكوفا يوليتا سانير             | إينيس مورتا · يفغينيا بردينا · زوزيا كاردافا · فيكتوريا ألين                     |
| 10 مارس | شرم الشيخ، مصر صلب W15 فردي وزوجي                                                                        | كارولين أنساري زوزانا باوليكوسكا 6–4، 6–0                        | إلينا-تيودورا كدار إيزابيلا شنيكوفا               | إيزابيلا شنيكوفا يوليتا سانير             | إينيس مورتا · يفغينيا بردينا · زوزيا كاردافا · فيكتوريا ألين                     |
| 10 مارس | المنستير، تونس صلب W15 فردي وزوجي                                                                        | إرِن كايتانو 6–3، 6–3                                             | جوليا آدامز                                       | أريانا زوكيني إستير أديشينا               | سافو ساكيلايدي إلينا ميلوفانوفيتش ألينا غرانفير ما في أوسترايشر                  |
| 10 مارس | المنستير، تونس صلب W15 فردي وزوجي                                                                        | إرِن كايتانو إيما سلافكوفا 7–5، 3–6، [10–4]                       | جوليا آدامز إستير أديشينا                         | أريانا زوكيني إستير أديشينا               | سافو ساكيلايدي إلينا ميلوفانوفيتش ألينا غرانفير ما في أوسترايشر                  |
| 10 مارس | مونتريال، كندا صلب (داخل) W15 فردي وزوجي                                                                 | كريستاشا مكنيل 6–4، 6–4                                          | إيميلي أبلتون                                     | أريانا أرسينو سارا دافتتيلا               | داشا إيفانوفا جايدا روبنسون إيمي زهو سباستياني ليون                              |
| 10 مارس | مونتريال، كندا صلب (داخل) W15 فردي وزوجي                                                                 | رافييل لاسيس كريستينا مكهيل 7–5، 6–1                             | سارا دافتتيلا سباستياني ليون                      | أريانا أرسينو سارا دافتتيلا               | داشا إيفانوفا جايدا روبنسون إيمي زهو سباستياني ليون                              |
| 17 مارس | برانك ماريبور المفتوحة ماريبور، سلوفينيا صلب (داخل) W75 فردي وزوجي                                       | أنطونيا روجيك 6–1، 4–6، 6–3                                      | ليندا كليموفيتشوفا                                | مانون ليونارد لينا جيورشيسكا              | تيريزا فالينتوفا ناتاليا سنيتش ماريام بولكفادزي كاجا جوفان                       |
| 17 مارس | برانك ماريبور المفتوحة ماريبور، سلوفينيا صلب (داخل) W75 فردي وزوجي                                       | جولي بيلغرافر أورزولا رادفانسكا 6–1، 6–4                         | ليلي ميازكي جيسيكا بونشيه                         | مانون ليونارد لينا جيورشيسكا              | تيريزا فالينتوفا ناتاليا سنيتش ماريام بولكفادزي كاجا جوفان                       |
| 17 مارس | جين آن المفتوحة لوآن، الصين صلب W75 فردي وزوجي                                                           | أرينا روديونوفا 6–3، 1–6، 6–3                                    | لانلانا تارارودي                                  | لي زونغيو إيمينا بيكتاس                   | كارول تشاو شي هان تشنغ ووشوانغ ألكسندرا كرونتش                                   |
| 17 مارس | جين آن المفتوحة لوآن، الصين صلب W75 فردي وزوجي                                                           | بريزكا نوجروهو أنكيتا راينا 6–0، 6–3                             | كريستينا ديمترك · كيرا بافلوفا                    | لي زونغيو إيمينا بيكتاس                   | كارول تشاو شي هان تشنغ ووشوانغ ألكسندرا كرونتش                                   |
| 17 مارس | كوفو الدولية المفتوحة كوفو (ياماناشي)، اليابان صلب W50 قرعة الفردي والمزدوج                              | هاروكا كاجي 7–6(7–2)، 6–3                                        | هيمينو ساكاتسومي                                  | إيكوني يامازاكي سارا سايتو                | كيوكا أوكامورا ما يكسين ميو كوراموتشي بارك سو هيون                               |
| 17 مارس | كوفو الدولية المفتوحة كوفو (ياماناشي)، اليابان صلب W50 قرعة الفردي والمزدوج                              | موموكو كوبوري أيانو شيميزو 6–1، 6–4                              | أكيكو أومي إيري شيميزو                            | إيكوني يامازاكي سارا سايتو                | كيوكا أوكامورا ما يكسين ميو كوراموتشي بارك سو هيون                               |
| 17 مارس | فاكاريا المفتوحة بلدية فاكاريا، البرازيل طين (i) W50 قرعة الفردي والمزدوج                                | أورورا زانتديشي 4–6، 7–5، 7–5                                    | إيرينا شيمانوفيتش                                 | ميرينا تونا ديسبينا باباميتشايل           | ديليتا تشيروبيني رالوكا سيربان فاليريا ستراخوفا إيفا فيدر                        |
| 17 مارس | فاكاريا المفتوحة بلدية فاكاريا، البرازيل طين (i) W50 قرعة الفردي والمزدوج                                | ميكايلا بايرلوفا ميرينا تونا 6–7(4–7)، 7–6(7–5)، [10–7]          | روبن أندرسون أليسيا هيريرو لينانا                 | ميرينا تونا ديسبينا باباميتشايل           | ديليتا تشيروبيني رالوكا سيربان فاليريا ستراخوفا إيفا فيدر                        |
| 17 مارس | سانتو دومينغو، جمهورية الدومينيكان صلب W50 قرعة الفردي والمزدوج                                          | ويتني أوسويجوي 6–2، 7–5                                          | آنا صوفيا سانشيز                                  | ماريا ماتيس · ماريا تكاشييفا              | هارموني تان ماتيلدي خورخي كليرفي نغونو هاني فاندوينكل                            |
| 17 مارس | سانتو دومينغو، جمهورية الدومينيكان صلب W50 قرعة الفردي والمزدوج                                          | أناستاسيا تيخونوفا · ماريا تكاشييفا · 7–6(7–5)، 6–7(2–7)، [10–7] | أيانا أكلي كليرفي نغونو                           | ماريا ماتيس · ماريا تكاشييفا              | هارموني تان ماتيلدي خورخي كليرفي نغونو هاني فاندوينكل                            |
| 17 مارس | مدينة سوان هيل، أستراليا عشب W35 قرعة الفردي والمزدوج                                                    | ليزيت كابريرا 6–4، 6–3                                           | ساكورا هوصوجي                                     | جابرييلا دا سيلفا-فيك إيلينا ميكيتش       | تشيهيرو موراماتسو ديمي تران سارة ميلدرين كو يون-وو                               |
| 17 مارس | مدينة سوان هيل، أستراليا عشب W35 قرعة الفردي والمزدوج                                                    | أيومي مياموتو ستيفاني ويب 6–3، 4–6، [10–4]                       | مونيك باري إيلينا ميكيتش                          | جابرييلا دا سيلفا-فيك إيلينا ميكيتش       | تشيهيرو موراماتسو ديمي تران سارة ميلدرين كو يون-وو                               |
| 17 مارس | ساباديل، إسبانيا طين W35 قرعة الفردي والمزدوج                                                            | غيومار مارستاني 6–3، 6–3                                         | أسترا شارما                                       | أندريا لازارو غارسيا بيا لوفتريك          | مارثا ماتولا لويس بوسون كارلوتا مارتينيز سيريز مارينا باسولس ريبيرا              |
| 17 مارس | ساباديل، إسبانيا طين W35 قرعة الفردي والمزدوج                                                            | أليونا بولسوفا يلينا إن-ألبون 6–4، 6–0                           | جيفا فالكينر بيا لوفتريك                          | أندريا لازارو غارسيا بيا لوفتريك          | مارثا ماتولا لويس بوسون كارلوتا مارتينيز سيريز مارينا باسولس ريبيرا              |
| 17 مارس | Solarino، إيطاليا سجاد W35 قرعة الفردي والمزدوج                                                          | سميرة دي ستيفانو 6–3، 6–3                                        | هيرومي آبي                                        | فيديريكا دي سارا فندولا فالدمنوفا         | جيسيكا بييري سيليا سيرفينو رويز ساندرا سمير أنستاسيا بيرتاكي                     |
| 17 مارس | Solarino، إيطاليا سجاد W35 قرعة الفردي والمزدوج                                                          | هيرومي أبي هيكارو ساتو 6–2، 6–3                                  | سيليا سيرفينو رويز لوسيا كورتيز لوركا             | فيديريكا دي سارا فندولا فالدمنوفا         | جيسيكا بييري سيليا سيرفينو رويز ساندرا سمير أنستاسيا بيرتاكي                     |
| 17 مارس | نونتابوري، تايلاند Hard W15 قرعة المباريات الفردية والزوجية                                              | أنشيسا تشانتا 7–6(7–3)، 6–3                                      | باك دا-يون                                        | يوكي نايتو مارين سزوتاك                   | رينكو ماتسودا · أليسا كوميال · داريا فرايمان · جوي دي زيو                        |
| 17 مارس | نونتابوري، تايلاند Hard W15 قرعة المباريات الفردية والزوجية                                              | كيم نا-ري بونين كوفابيتوكتيد 6–4، 6–7(5–7)، [10–7]               | باتشارين شيبشانديج كامنوان يودبتش                 | يوكي نايتو مارين سزوتاك                   | رينكو ماتسودا · أليسا كوميال · داريا فرايمان · جوي دي زيو                        |
| 17 مارس | لو هافر، فرنسا Clay (i) W15 قرعة المباريات الفردية والزوجية                                              | فيرونيكا بودريز 6–1، 6–1                                         | ماتيلد لوليا                                      | أميلي فان إمبي كريستينا دياز أدروفر       | أنستاسيا زولوتاريفا · كريستينا كرويتور · جيلين فاندروم · جاسمين جيمبرير          |
| 17 مارس | لو هافر، فرنسا Clay (i) W15 قرعة المباريات الفردية والزوجية                                              | كريستينا كرويتور · أنستاسيا زولوتاريفا · 6–4، 6–4                | كات كوبنز أميلي فان إمبي                          | أميلي فان إمبي كريستينا دياز أدروفر       | أنستاسيا زولوتاريفا · كريستينا كرويتور · جيلين فاندروم · جاسمين جيمبرير          |
| 17 مارس | كاندية، اليونان Clay W15 قرعة المباريات الفردية والزوجية                                                 | روزيتسا دينشيفا 2–6، 6–1، 6–1                                    | ألبا ري غارسيا                                    | مارسيلينا بودلينسكا غلوريا كيتشي          | بيانكا باربوليسكو أولغا هيلمي إيلينا كوروكوزيدي نويللا بوزو زانوتي               |
| 17 مارس | كاندية، اليونان Clay W15 قرعة المباريات الفردية والزوجية                                                 | مارغاريتا إغناتييفا إيلينا كوروكوزيدي Walkover                   | سيمونا أوجيسكو يوانا تيودورا سافا                 | مارسيلينا بودلينسكا غلوريا كيتشي          | بيانكا باربوليسكو أولغا هيلمي إيلينا كوروكوزيدي نويللا بوزو زانوتي               |
| 17 مارس | ألامينوس، قبرص Clay W15 قرعة المباريات الفردية والزوجية                                                  | لوكا أدفاردى 6–1، 7–5                                            | جيسيكا برتولدو                                    | جيني دايرست مرسيدس أريستيجي               | أنستاسيا فيرمان · أوانا جورجيتا سيميون · ألكسندرا فاسيلييفا · أدريان ناغي        |
| 17 مارس | ألامينوس، قبرص Clay W15 قرعة المباريات الفردية والزوجية                                                  | جيسيكا برتولدو غايا سكوارشالبي 6–2، 4–6، [10–7]                  | آنا هيرتل ماري مينتراو                            | جيني دايرست مرسيدس أريستيجي               | أنستاسيا فيرمان · أوانا جورجيتا سيميون · ألكسندرا فاسيلييفا · أدريان ناغي        |
| 17 مارس | أنطاليا، تركيا Clay W15 قرعة المباريات الفردية والزوجية                                                  | أرينا بولاتوفا · 6–3، 6–4                                        | ييليزافيتا كوتليار                                | باتريسيا ماريا تيغ أليساندرا مازولا       | أنستازيا تسفيتكوفيتش أنيا ستانكوفيتش يانا كوفاتشوفا دينيسلافا غلوشوفا            |
| 17 مارس | أنطاليا، تركيا Clay W15 قرعة المباريات الفردية والزوجية                                                  | داريا كوتشر باتريسيا ماريا تيغ 6–4، 6–2                          | يكاترينا أوفشارينكو · إميلي ويبلي سميث            | باتريسيا ماريا تيغ أليساندرا مازولا       | أنستازيا تسفيتكوفيتش أنيا ستانكوفيتش يانا كوفاتشوفا دينيسلافا غلوشوفا            |
| 17 مارس | شرم الشيخ، مصر صلب W15 فردي وزوجي                                                                        | إيزابيلا شنيكوفا 6–1، 6–2                                        | صوفيا شاباتافا                                    | زوزانا باوليكوفسكا لميس الحسين عبد العزيز | ماريا كالياكينا · كانون سواشيرو · إينيس مورتا · فلادا زفرييفا                    |
| 17 مارس | شرم الشيخ، مصر صلب W15 فردي وزوجي                                                                        | فيكتوريا آلين كارولين أنساري 6–2، 6–2                            | دانييل دالي أرينا فاسيليسكيو                      | زوزانا باوليكوفسكا لميس الحسين عبد العزيز | ماريا كالياكينا · كانون سواشيرو · إينيس مورتا · فلادا زفرييفا                    |
| 17 مارس | المنستير، تونس صلب W15 فردي وزوجي                                                                        | كارول يونغ سو لي 6–3، 4–6، 6–2                                   | إيسيس لويز فان دن بروك                            | سافو ساكيلاريدي جوليا ستوسيك              | بريت دو بري مارا غوث كلاريسا بلومكفيست فيكتوريا بوهل                             |
| 17 مارس | المنستير، تونس صلب W15 فردي وزوجي                                                                        | بريت دو بري سارة فان إمست 6–3، 3–6، [10–7]                       | إيلينا ميلوفانوفيتش نينا رادوفانوفيتش             | سافو ساكيلاريدي جوليا ستوسيك              | بريت دو بري مارا غوث كلاريسا بلومكفيست فيكتوريا بوهل                             |
| 24 مارس | موسكا سوبوتا، سلوفينيا صلب (i) W75 فردي وزوجي                                                            | تيريزا فالينتوفا 1–6، 6–3، 6–2                                   | مريم بولكفادزي                                    | جيسيكا بونشيت كاجا جوفان                  | جوليا أفديفا · غابرييلا كنوتسون · ليندا كليموفيتشوفا · جوستينا ميكولسكيت         |
| 24 مارس | موسكا سوبوتا، سلوفينيا صلب (i) W75 فردي وزوجي                                                            | بترا مارشينكو تارا فورث 6–3، 3–6، [10–4]                         | تشو إيه هسوان تشو يي تسين                         | جيسيكا بونشيت كاجا جوفان                  | جوليا أفديفا · غابرييلا كنوتسون · ليندا كليموفيتشوفا · جوستينا ميكولسكيت         |
| 24 مارس | فكاريا أوبن 2 فكاريا، البرازيل طيني (i) W75 فردي وزوجي                                                   | فرانسيسكا جونز 1–6، 6–4، 6–1                                     | ليوليا جانجين                                     | أولكساندرا أولينيكوفا جوليا رييرا         | غابرييلا سي ديسبينا باباميتشايل كاتارزينا كاوا لورا بيجوسي                       |
| 24 مارس | فكاريا أوبن 2 فكاريا، البرازيل طيني (i) W75 فردي وزوجي                                                   | روبن أندرسون أليسيا هيريرو لينيانا 7–5، 6–4                      | ديسبينا باباميتشايل جوليا رييرا                   | أولكساندرا أولينيكوفا جوليا رييرا         | غابرييلا سي ديسبينا باباميتشايل كاتارزينا كاوا لورا بيجوسي                       |
| 24 مارس | بوجومبورا، بوروندي طيني W50 فردي وزوجي                                                                   | سادا نهيمانا 6–1، 6–1                                            | إيميلاين دارترون                                  | كسينيا زايتسيفا · يكاترينا كازيونوفا      | ليان تران أستر يد لو يان فون جوليا آدامز ويرونيكا فالكوفسكا                      |
| 24 مارس | بوجومبورا، بوروندي طيني W50 فردي وزوجي                                                                   | تشيلسي فونتل · كسينيا زايتسيفا · 4–6، 6–1، [11–9]                | ديمي تران ليان تران                               | كسينيا زايتسيفا · يكاترينا كازيونوفا      | ليان تران أستر يد لو يان فون جوليا آدامز ويرونيكا فالكوفسكا                      |
| 24 مارس | سانتو دومينغو، جمهورية الدومينيكان صلب W50 قرعة المباريات الفردية والزوجية                               | كارسون برانستين 6–1، 6–3                                         | آنا صوفيا سانشيز                                  | كايلا كروس هاني فاندوينكل                 | أمارني بانكس سارا دافيتتيلا كليرفي نغونو أكاشا أورهو                             |
| 24 مارس | سانتو دومينغو، جمهورية الدومينيكان صلب W50 قرعة المباريات الفردية والزوجية                               | هولي هاتشينسون إيلا ماكدونالد 6–1، 6–4                           | كارمن كورلي ماريبيلا زاماريبا                     | كايلا كروس هاني فاندوينكل                 | أمارني بانكس سارا دافيتتيلا كليرفي نغونو أكاشا أورهو                             |
| 24 مارس | تاراسا، إسبانيا تراب W35 قرعة المباريات الفردية والزوجية                                                 | ليلي تاغر 7–6(7–4)، 6–3                                          | لوا بواسن                                         | هانا كلوجمان إيرين بوريلو إسكوريهويلا     | ليزا بيجاتو أليس رامي مارينا باسولس ريبييرا مارغو روفروي                         |
| 24 مارس | تاراسا، إسبانيا تراب W35 قرعة المباريات الفردية والزوجية                                                 | أنيتا كوتشموفا كارولين فيرنر 3–6، 6–1، [10–6]                    | ألينا تشاريفا · ياسمين منصوري                     | هانا كلوجمان إيرين بوريلو إسكوريهويلا     | ليزا بيجاتو أليس رامي مارينا باسولس ريبييرا مارغو روفروي                         |
| 24 مارس | أنطاليا، تركيا تراب W35 قرعة المباريات الفردية والزوجية                                                  | يانا كوفاشكوفا 6–0، 6–1                                          | دينيلافا غلشكوفا                                  | كريستينا دينو ييليزافيتا كوتليار          | سيلفيا أمبروسيو · إلينكا أماري · أمريسا توث · أليسا أكتيا بريفا                  |
| 24 مارس | أنطاليا، تركيا تراب W35 قرعة المباريات الفردية والزوجية                                                  | ماكينا جونز ليا كاراتانشيفا 6–2، 6–2                             | إلينكا أماري كريستينا دينو                        | كريستينا دينو ييليزافيتا كوتليار          | سيلفيا أمبروسيو · إلينكا أماري · أمريسا توث · أليسا أكتيا بريفا                  |
| 24 مارس | نونتابوري، تايلاند صلب W15 قرعة المباريات الفردية والزوجية                                               | كريستيانا سيدوروفا · 6–3، 6–2                                    | بونين كوفابيتوكتيد                                | أنشيسا شنتا باتشارين تشيبشانديج           | جانج جا أول مانا كاوامورا فيكتوريا مورفايوفا كامونوان يودبيتش                    |
| 24 مارس | نونتابوري، تايلاند صلب W15 قرعة المباريات الفردية والزوجية                                               | كيم نا ري بونين كوفابيتوكتيد 6–3، 6–0                            | لوندا كومهوم كامونوان يودبيتش                     | أنشيسا شنتا باتشارين تشيبشانديج           | جانج جا أول مانا كاوامورا فيكتوريا مورفايوفا كامونوان يودبيتش                    |
| 24 مارس | هيراكليون، اليونان تراب W15 قرعة المباريات الفردية والزوجية                                              | لورا هيتارانتا 6–4، 6–4                                          | إيكاترينا ماكاروفا                                | بيانكا باربوليسكو ديميترا بافلو           | إلينا روكساندرا بيرتا مايوين لارون إيفا فوراسيك ألبا ري غارسيا                   |
| 24 مارس | هيراكليون، اليونان تراب W15 قرعة المباريات الفردية والزوجية                                              | مارجاريتا إغناتييفا إلينا كوروكوزيدي 6–4، 6–2                    | ماريان أرغيروكاستريتي ديميترا بافلو               | بيانكا باربوليسكو ديميترا بافلو           | إلينا روكساندرا بيرتا مايوين لارون إيفا فوراسيك ألبا ري غارسيا                   |
| 24 مارس | الأمينوس، قبرص تراب W15 قرعة المباريات الفردية والزوجية                                                  | جيني دورست 6–3، 3–6، 6–3                                         | إيرينا فيتيكاو                                    | غايا سكواركيالوبى سيرشا بريين             | أوانا جورجيتا سيميوني أدريان ناغي مرسيدس أريستغوي بياتريس ريتشي                  |
| 24 مارس | الأمينوس، قبرص تراب W15 قرعة المباريات الفردية والزوجية                                                  | ليندا سيفشيكوفا أوانا جورجيتا سيميوني 7–5، 6–3                   | فلادا إكشيباروفا أناستاسيا فيرمان                 | غايا سكواركيالوبى سيرشا بريين             | أوانا جورجيتا سيميوني أدريان ناغي مرسيدس أريستغوي بياتريس ريتشي                  |
| 24 مارس | شرم الشيخ، مصر صلب W15 قرعة المباريات الفردية والزوجية                                                   | كارولين أنصاري 6–2، 3–6، 4–6                                     | باتريتسيا باوكستيته                               | ساندرا سمير كاتارينا كوزموفا              | أرينا فاسيليسكيو · كارولا بيجينارو · ماريا كالياكينا · بولا سيمبرانوس            |
| 24 مارس | شرم الشيخ، مصر صلب W15 قرعة المباريات الفردية والزوجية                                                   | كارولا بيجينارو أرينا فاسيليسكيو 2–6، 6–3، [6–10]                | داريا جورسكيا كاتيرينا لازارينكو                  | ساندرا سمير كاتارينا كوزموفا              | أرينا فاسيليسكيو · كارولا بيجينارو · ماريا كالياكينا · بولا سيمبرانوس            |
| 24 مارس | المنستير، تونس صلب W15 قرعة المباريات الفردية والزوجية                                                   | سارا فان إمست 7–6(8–10)، 4–6                                     | إيلينا ميلوفانوفيك                                | ماي لوكليرك إيسيس لويز فان دن برويك       | جوليا ستوسك بريت دو بيري ماتيلد لوليا كلوديا بوبليت                              |
| 24 مارس | المنستير، تونس صلب W15 قرعة المباريات الفردية والزوجية                                                   | سافو ساكلايريدي رادكا زلنيكوفا 2–6، 3–6                          | لافينيا لوتشيانو ماريا توما                       | ماي لوكليرك إيسيس لويز فان دن برويك       | جوليا ستوسك بريت دو بيري ماتيلد لوليا كلوديا بوبليت                              |
| 31 مارس | Open Nantes Atlantique نانت، فرنسا صلب (داخلي) W50 قرعة المباريات الفردية والزوجية                       | تاليا جيبسون 3–6، 5–7، 1–6                                       | فرانسيسكا كورمي                                   | ليلي ميازاكي صوفيا كوستولاس               | ميا بوهانكوفا هارموني تان آنا لينا فريدسام جاكلين كاباج أواد                     |
| 31 مارس | Open Nantes Atlantique نانت، فرنسا صلب (داخلي) W50 قرعة المباريات الفردية والزوجية                       | مارتينا كوبكا ليزا زار 3–6، 2–6                                  | صوفيا كوستولاس تاليا جيبسون                       | ليلي ميازاكي صوفيا كوستولاس               | ميا بوهانكوفا هارموني تان آنا لينا فريدسام جاكلين كاباج أواد                     |
| 31 مارس | بوجومبورا، بوروندي طين W50 قرعة المباريات الفردية والزوجية                                               | سادا ناهيمانا 3–6، 2–6                                           | تيانسوا سارا راكوتومانجا راجاوانا                 | أستريد لو يان فون جاسماين جيمبرير         | إيكاترين جورجودزي · ناهيا بيركوكيا · إيكاترينا كازيونوفا · مونيكا ستانكيفيتش     |
| 31 مارس | بوجومبورا، بوروندي طين W50 قرعة المباريات الفردية والزوجية                                               | جوليا آدمز · آنا أوريك · 1–6، 2–6                                | إيميلين دارترون تيانسوا سارا راكوتومانجا راجاوانا | أستريد لو يان فون جاسماين جيمبرير         | إيكاترين جورجودزي · ناهيا بيركوكيا · إيكاترينا كازيونوفا · مونيكا ستانكيفيتش     |
| 31 مارس | سانتا مارغريتا دي بولا، إيطاليا طين W35 قرعة المباريات الفردية والزوجية                                  | جوليا غرابهير 5–7، 0–6                                           | جيسيكا بيري                                       | ديسبينا باباميتشايل أريانا جيرلينجز       | ستيفاني فاجنر إيكومي يامازاكي بياتريس ريشي فكتوريا باجانيتي                      |
| 31 مارس | سانتا مارغريتا دي بولا، إيطاليا طين W35 قرعة المباريات الفردية والزوجية                                  | هيكارو ساتو إيكومي يامازاكي 5–7، 6–2، [4–10]                     | جيسيكا بيري تاتيانا بيري                          | ديسبينا باباميتشايل أريانا جيرلينجز       | ستيفاني فاجنر إيكومي يامازاكي بياتريس ريشي فكتوريا باجانيتي                      |
| 31 مارس | جاكسون، الولايات المتحدة طين W35 قرعة المباريات الفردية والزوجية                                         | مونيكا إكستراند 6–3، 6–4                                         | آنا صوفيا سانشيز                                  | أليسيا هيريرو لينانا ليا ما               | مايو كروسلي ماري لويس سلمى إيوينغ كاترينا جوكيك                                  |
| 31 مارس | جاكسون، الولايات المتحدة طين W35 قرعة المباريات الفردية والزوجية                                         | أليسيا هيريرو لينانا ماريبيلا زمارريبا 6–0، 6–2                  | ديليتا تشيروبيني فيكتوريا أوسيجوي                 | أليسيا هيريرو لينانا ليا ما               | مايو كروسلي ماري لويس سلمى إيوينغ كاترينا جوكيك                                  |
| 31 مارس | كاشيوا (تشيبا)، اليابان Hard W15 قرعة المباريات الفردية والزوجية                                         | أيانو شيميزو 6–3، 6–3                                            | كو يون وو                                         | ميهو كوراموتشي إيري شيميزو                | موموكو كوبوري · ناتسومي كاواغوتشي · داريا إيجوروفا · كيسا يوشيوكا                |
| 31 مارس | كاشيوا (تشيبا)، اليابان Hard W15 قرعة المباريات الفردية والزوجية                                         | كو يون وو ناهو ساتو 6–2، 6–4                                     | إيري شيميزو كيسا يوشيوكا                          | ميهو كوراموتشي إيري شيميزو                | موموكو كوبوري · ناتسومي كاواغوتشي · داريا إيجوروفا · كيسا يوشيوكا                |
| 31 مارس | هيراكليون، اليونان طين W15 قرعة المباريات الفردية والزوجية                                               | روسيتسا دينتشيفا 3–6، 6–4، 6–4                                   | فرانزيسكا سزيدات                                  | كاثرينا هوغارسكاي ديميترا بافلو           | ماريا سارا بوبا كريستينا دياث أدروفر لورا هيتارانتا أنجليكا ويرجيس               |
| 31 مارس | هيراكليون، اليونان طين W15 قرعة المباريات الفردية والزوجية                                               | كاثرينا هوغارسكاي أدريان ناغي 6–1، 6–1                           | روسيتسا دينتشيفا فرانزيسكا سزيدات                 | كاثرينا هوغارسكاي ديميترا بافلو           | ماريا سارا بوبا كريستينا دياث أدروفر لورا هيتارانتا أنجليكا ويرجيس               |
| 31 مارس | أنطاليا، تركيا طين W15 قرعة المباريات الفردية والزوجية                                                   | فيكتوريا كان · 6–7(10–12)، 6–3، 6–4                              | فاليريا يوشتشينكو                                 | ديانا ديميدوفا · أغوستينا تشلباك          | شو شيلين كارولين راشدورف فيكي فان دي بير لورا ماير                               |
| 31 مارس | أنطاليا، تركيا طين W15 قرعة المباريات الفردية والزوجية                                                   | أنيماري لازار شو شيلين 7–6(7–2)، 7–5                             | سلينا أتاي ميليس سيزر                             | ديانا ديميدوفا · أغوستينا تشلباك          | شو شيلين كارولين راشدورف فيكي فان دي بير لورا ماير                               |
| 31 مارس | شرم الشيخ، مصر صلب W15 قرعة المباريات الفردية والزوجية                                                   | كارولين أنساري 6–4، 2–6، 6–3                                     | داشا إيفانوفا                                     | فيرونيكا إيوالد كارولا بيجينارو           | كاتارينا كوزموفا ياسمين عزت ماديليف هاجيمان هيفزيبا ألواداري                     |
| 31 مارس | شرم الشيخ، مصر صلب W15 قرعة المباريات الفردية والزوجية                                                   | ماديليف هاجيمان داشا إيفانوفا 6–4، 7–5                           | فيرونيكا إيوالد داريا غوريسكا                     | فيرونيكا إيوالد كارولا بيجينارو           | كاتارينا كوزموفا ياسمين عزت ماديليف هاجيمان هيفزيبا ألواداري                     |
| 31 مارس | المنستير، تونس صلب W15 قرعة المباريات الفردية والزوجية                                                   | أريانا زوكيني 1–6، 6–4، 6–0                                      | داريا خوموتسيانسكايا                              | سافو ساكيلاريدي رادكا زيلنيتشكوفا         | لافينيا لوتشيانو أنجيليكا راجي إيفا إيفانوفا إيستر أديشينا                       |
| 31 مارس | المنستير، تونس صلب W15 قرعة المباريات الفردية والزوجية                                                   | سافو ساكيلاريدي رادكا زيلنيتشكوفا 6–1، 6–0                       | صوفيا جابانكوفا · داريا خوموتسيانسكايا            | سافو ساكيلاريدي رادكا زيلنيتشكوفا         | لافينيا لوتشيانو أنجيليكا راجي إيفا إيفانوفا إيستر أديشينا                       |

## الروابط الخارجية
- "10،600 لاعبة، 1135 حدثًا: جولة الاتحاد الدولي لكرة المضرب العالمية للسيدات لعام 2023 بالأرقام". الاتحاد الدولي لكرة المضرب. مؤرشف من الأصل في 2025-05-16. اطلع عليه بتاريخ 2024-01-02.
- "أجندة جولة الاتحاد الدولي لكرة المضرب العالمية للسيدات". الاتحاد الدولي لكرة المضرب. مؤرشف من الأصل في 2024-10-07. اطلع عليه بتاريخ 2024-01-02.
- الاتحاد الدولي لكرة المضرب